# نسوية
النِّسْوِيَّة (بكسر النون وتسكين السين) (بالإنجليزية: Feminism) هي مجموعة من الحركات الاجتماعية والسياسية والأيديولوجيات التي تهدف إلى تعريف وتأسيس المساواة السياسية والاقتصادية والشخصية والاجتماعية بين الجنسين. تتبنى النسوية موقف أن المجتمعات تعطي الأولوية للذكور، وأن النساء يعاملن بشكلٍ غير عادل في هذه المجتمعات. تشمل محاولات تغيير ذلك محاربة الصورة النمطية الجنوسية وإنشاء فرص ونتائج تعليمية ومهنية وشخصية للمرأة مساوية للرجل.
طالبت الحركة النسوية ولا تزال تطالب بحقوق المرأة، منها: التصويت، شغل مناصب عامة، العمل، المساواة في الأجور، الملكية، التعليم، المشاركة في العقود، الحصول على حقوق متساوية في الزواج وإجازة الأمومة. عملت الناشطات النسويات أيضاً للحصول على تحديد النسل والإجهاض القانوني والدمج الاجتماعي، وحماية النساء والفتيات من الاغتصاب والتحرش الجنسي والعنف الأسري وتزويج القاصرات. غالبا ما يُعتبر التغيير في معايير اللباس الأنثوي والأنشطة البدنية المقبولة للنساء جزءًا من الحركات النسوية.
يرى بعض الباحثين أن الحملات النسوية هي القوة الرئيسية وراء تغيرات اجتماعية تاريخية كبيرة في حقوق المرأة، خصوصاً في العالم الغربي. يُنسب الفضل بالإجماع تقريباً للنسوية في تحقيق حق التصويت للنساء، اللغة المحايدة جنسياً وحقوق الإنجاب للمرأة (بما فيها حرية الوصول إلى موانع الحمل والإجهاض)، الحق في إبرام العقود والملكية الشخصية. يجادل بعض النسويين لإدراج حرية الرجال ضمن أهدافها لاعتقادهم بأن الرجال أيضاً متضررون من الأدوار الجندرية التقليدية، وذلك على الرغم من أن النسوية كانت ولا تزال تركز بشكل رئيسي على حقوق المرأة. تهدف النظرية النسوية، والتي ظهرت من الحركة النسوية، إلى فهم طبيعة عدم المساواة بين الجنسين من خلال دراسة الأدوار الاجتماعية للمرأة والتجربة الحياتية. كما طورت المنظرات النسويات نظريات في مجموعة متنوعة من التخصصات من أجل الاستجابة للقضايا المتعلقة بالجندر.
تطورت العديد من الحركات والأيديولوجيات النسوية على مر السنين وتمثل وجهات نظر وأهداف مختلفة. تقليدياً، تناقضت منذ القرن 19 الموجة النسوية الليبرالية الأولى التي سعت لتحقيق المساواة السياسية والقضائية من خلال إصلاحات داخل إطار العمل الديمقراطي الليبرالي مع الحركة النسوية العمالية البروليتارية التي تطورت مع الوقت إلى نسوية اشتراكية ونسوية ماركسية قائمة على أساس نظرية صراع الطبقات. تناقض هذان التقليدان منذ ستينات القرن العشرين مع النسوية الراديكالية التي ظهرت من الجناح الراديكالي من الموجة النسوية الثانية والتي تدعو إلى إعادة ترتيب راديكالي للمجتمع للقضاء على السيادة الذكورية. تسمى النسوية الليبرالية والاشتراكية والراديكالية أحياناً بالمدارس «الثلاث الكبرى» للفكر النسوي.
ظهرت العديد من الأشكال النسوية منذ أواخر القرن العشرين. انتُقدت بعض أشكال النسوية بأنها وجهات نظر تأخذ بعين الاعتبار فقط وجهات نظر البيض والطبقة الوسطى والمتعلمين في الجامعات والمغايرين جنسياً ومتوافقي الجنس. أدت هذه الانتقادات إلى نشوء أشكال محددة عرقياً أو متنوعة ثقافياً من النسوية، مثل النسوية السوداء والنسوية التقاطعية.

## أصل المصطلح
ينظر الكثيرون إلى ماري وولستونكرافت على أنها مؤسسة النسوية بسبب كتابها الذي صدر عام 1792 بعنوان "دفاعًا عن حقوق المرأة" الذي تنادي فيه بتعليم المرأة. يُنْسب لشارل فورييه، وهو اشتراكي خيالي وفيلسوف فرنسي، أنه أول شخص قام بصياغة كلمة «féminisme» في 1837. ظهرت كلمتا «féminisme» و «féministe» لأول مرة في فرنسا وهولندا في عام 1872 والمملكة المتحدة في عقد 1890 والولايات المتحدة في عام 1910. يُؤرخ «قاموس أكسفورد الإنجليزي» أول ظهور لهذه الكلمة باللغة الإنجليزية بهذا المعنى في عام 1895. كان للنسويات حول العالم قضايا وأهداف مختلفة وذلك اعتماداً على المرحلة التاريخية والثقافية والدولية. يؤكد معظم المؤرخين النسويين الغربيين أن كل حركة تهدف للحصول على حقوق المرأة يجب اعتبارها حركة نسوية، حتى لو لم تستخدم الحركة نفسها المصطلح. يؤكد بعض المؤرخين أن المصطلح يجب أن يقتصر على الحركة النسوية الحديثة وما تفرع منها. يطلق هؤلاء المؤرخون مصطلح «نسوية بدئية» على الحركات السابقة.
يُعَرِّف «معجم المعاني الجامع» الإلكتروني الحَرَكَةَ النِّسْوِيَّةَ بأنها «حَرَكَةٌ مُهْتَمَّةٌ بِقَضَايَا النِّسَاءِ وَشُؤُونِهِنَّ». ويُعَرِّف قاموس «معاجم اللغة» النسوية بأنها «حركة فكرية مهتمة بحقوق المرأة، تنادي بتحسين وضعها وتأكيد دورها في المجتمع وتشجيعها على الإبداع». ويُعَرِّف موقع «الصفحة العربية» النسوية بأنها «نظرية المساواة السياسية والاقتصادية والاجتماعية بين الجنسين من خلال نشاط منظم بٱسم حقوق المرأة ومصالحها». ويُؤَكِّد أن هدف الحركة «فرض المرأة العربية والأجنبية في المجال العلمي والعملي، والدخول في النشاطات ومشاطرة الرجال في الأعمال في مختلف المجالات».
تشير الباحثة سامية العنزي في مقالها «مقالات: مفهوم الفكر النسوي في العالم الغربي والوطن العربي» إلى أن الباحث عبد الوهاب المسيري عرَّف المعنى اللغوي للكلمة بأنه «قد تمت ترجمته إلى النِّسويَّة أو النِّسوانيَّة أو الأنثويَّة». وأشارت أن الباحثة خديجة العزيزي أضافت توضيحًا آخر بأنّ «مصطلح (Feminism) يعني المذهب النِّسوي؛ والمصطلح (Feminist) يعني النِّسويَّة. وبتعريف الباحثة سناء شعلان النِّسويَّة على أنها «ليست مجرّد خطاب يلتزم الصراع ضدّ النظام الذكوري وضد التَّمييز الجنسي ويسعى لتحقيق المساواة بين الجنسين، بل هي فكر يعمد إلى دراسة تاريخ المرأة وإلى تأكيد اختلافها عن القوالب التَّقليديَّة التي توضع فيها وإلى إبراز صوتها وفوق هذا كلّه إلى المطالبة بإعادة التَّفكير جذريًّا في جميع بُنى المجتمع السائدة في ضوء الشّروط الاجتماعيَّة والطبقيَّة والثقافيَّة والعرقيَّة المتباينة. وباختصار يدلّ مصطلح النِّسويَّة على الحركة النِّسائيَّة والفكر النِّسوي وإبداعاته ونظرياته والأدب النِّسويّ». وختمت الباحثة سامية العنزي مقالها بأن النِّسويَّة قد عُرِفت بتعريفات متنوعة، منها أنها تعني «أي شكل من المقابلة لأي شكل من التَّمييز العنصري الشخصي أو المجتمعي للمرأة، والذي يجعلها تعاني فقط لمجرد أنها امرأة»، ومنها أنها تعني «ذلك المذهب الذي يدافع عن حقوق النِّساء الاجتماعيَّة والسياسيَّة، وكافة الحقوق الأخرى بالمساواة مع الرجال».
وبحسب نفس الباحثة، استعمل المصطلح لأول مرة في العالم العربي عام 1909، في كتاب ملك حفني ناصف (باحثة البادية) بعنوان «نسائيات».

## نبذة تاريخية

### الموجات
ينقسم تاريخ النسوية الغربية الحديثة إلى أربع «موجات».
تشمل الموجة الأولى حركة المطالبة بحق النساء في التصويت في القرن الـ19 وبدايات القرن الـ20. بدأت الموجة الثانية -والمعروفة أيضا باسم حركة تحرير المرأة- في ستينات القرن الـ20 وطالبت بالمساواة القضائية والاجتماعية للمرأة. في أو حوالي عام 1992، ظهرت موجة ثالثة تميزت بتركيزها على التفرد والتنوع. جادل البعض أيضا بوجود موجة رابعة بدأت منذ حوالي عام 2012 استخدمت وسائل التواصل الاجتماعي لمكافحة التحرش الجنسي والعنف ضد المرأة وثقافة الاغتصاب، واشتهرت بحركة «أنا أيضا» («Me too»).

### القرن التاسع عشر وأوائل القرن العشرين
كانت الموجة النسوية الأولى فترة نشاط خلال القرن التاسع عشر وأوائل القرن العشرين. في المملكة المتحدة والولايات المتحدة، ركزت الموجة على تعزيز المساواة في العقود والزواج والأبوة وحقوق الملكية للمرأة. تضمن التشريع الجديد قانون حضانة الأطفال 1839 في المملكة المتحدة، والذي أدخل مبدأ سنوات العطاء لحضانة الأطفال ومنح النساء حق حضانة أطفالهن لأول مرة. أصبحت التشريعات الأخرى نموذجا لتشريعات مماثلة في الأراضي البريطانية، مثل قانون ملكية المرأة المتزوجة 1870 في المملكة المتحدة ومُدِدَ في قانون ملكية المرأة المتزوجة 1882. أقرت مستعمرة فيكتوريا تشريعًا في عام 1884 ومستعمرة نيوساوث ويلز تشريعا في عام 1889؛ أقرت المستعمرات الأسترالية المتبقية تشريعات مماثلة بين عامي 1890 و1897. تركز النشاط مع نهاية القرن 19 في المقام الأول على كسب السلطة السياسية، ولا سيما حق النساء في التصويت؛ على الرغم من أنَّ بعض النسويات كُنَّ نشطاتٍ في حملاتٍ من أجل حقوق المرأة الجنسية الإنجابية والاقتصادية أيضا.
بدأ حق النساء في التصويت (الحق في التصويت والترشح لمنصب برلماني) في المستعمرات البريطانية الأسترالية في نهاية القرن التاسع عشر، حيث منحت عدة مستعمرات متمتعة بالحكم الذاتي المرأة حق التصويت، بداية بنيوزيلندا في عام 1893؛ حذت محافظة جنوب أستراليا حذوها بإصدار قانون التعديل الدستوري (حق التصويت للبالغين) 1894 في عام 1894. وأعقب ذلك منح أستراليا حق النساء في التصويت في عام 1902.
قام المناضلون والمطالبون بحق النساء في التصويت في بريطانيا بحملة من أجل حق النساء في التصويت، ومُرِر قانون تمثيل الشعب 1918 في عام 1918 لمنح حق التصويت للنساء فوق سن الثلاثين ممن يمتلكن ممتلكات. امتد هذا الحق في عام 1928 ليشمل جميع النساء فوق سن 21 عامًا. كانت إيميلين بانكهرست الناشطة الأكثر شهرة في إنجلترا. وصنفتها مجلة تايم كواحدة من أهم 100 شخص في القرن العشرين، معلنة: «لقد شكلت فكرة عن المرأة في عصرنا؛ لقد هزت المجتمع إلى نمط جديد لا يمكن العودة منه». شمل القادة البارزون في الولايات المتحدة في هذه الحركة لوكريشا موت وإليزابيث كادي ستانتون وسوزان ب. أنتوني، وقامت كل منهن بحملة من أجل إلغاء العبودية قبل أن تدافع عن حق النساء في التصويت. تأثرت هذه النساء بفلسفة  جمعية الأصدقاء الدينية (الكويكرز) الخاصة بالمساواة الروحية، والتي تؤكد أن الرجال والنساء متساوون عند الرب. انتهت الموجة النسوية الأولى في الولايات المتحدة مع تمرير التعديل التاسع عشر لدستور الولايات المتحدة الأمريكية (1919)، والذي منح النساء حق التصويت في جميع الولايات. تمت صياغة مصطلح الموجة الأولى بأثر رجعي عندما بدأ استخدام مصطلح الموجة النسوية الثانية.
دعت النسويات الصينيات إلى تحرير المرأة من الأدوار التقليدية والفصل بين الجنسين في الكونفوشية الجديدة خلال أواخر فترة سلالة تشينغ الحاكمة وحركات الإصلاح مثل إصلاح المائة يوم. أنشأ الحزب الشيوعي الصيني لاحقًا مشاريع تهدف إلى دمج النساء في القوى العاملة، وادعى أن الثورة قد نجحت في تحرير المرأة.
كانت النسوية العربية مرتبطة ارتباطًا وثيقًا بالقومية العربية بحسب الباحثة نوار الحسن غولي. كتب قاسم أمين الذي يعتبر «أب» النسوية العربية كتاب «تحرير المرأة» في عام 1899 والذي دعا إلى إصلاحات قانونية واجتماعية للمرأة. وربط بين مكانة المرأة في المجتمع المصري والقومية، مما أدى إلى تطوير جامعة القاهرة والحركة الوطنية. أسست هدى شعراوي الاتحاد النسائي المصري في عام 1923 وأصبحت رئيسته ورمزًا لحركة حقوق المرأة العربية.
تسببت الثورة الدستورية الفارسية في عام 1905 في الحركة النسوية الإيرانية، والتي هدفت إلى تحقيق المساواة للمرأة في التعليم والزواج والوظائف والحقوق القانونية. ولكن ٱلْغِيت العديد من حقوق المرأة التي ٱكْتِسبت من الحركة النسائية بشكل منهجي خلال الثورة الإيرانية عام 1979 مثل قانون حماية الأسرة الإيراني.

### منتصف القرن العشرين
كانت المرأة لا تزال تفتقر إلى حقوق مهمة بحلول منتصف القرن العشرين.
حصلت النساء على حق التصويت في فرنسا مع الحكومة المؤقتة للجمهورية الفرنسية في 21 أبريل 1944. اقترحت الجمعية الاستشارية في الجزائر لعام 1944 في 24 مارس 1944 منح الأهلية للمرأة ولكن مُنِحن الجنسية الكاملة بما في ذلك الحق في التصويت بعد تعديل من قبل فرنارد غرينير. تبنت الجمعية الاستشارية اقتراح غرينير في تصويت 51 لصالح مقابل 16 ضد (51-16). قلل عالم الاجتماع روبرت فيردير «الفجوة بين الجنسين» في مايو 1947 بعد الانتخابات التشريعية الفرنسية نوفمبر 1946، مشيرًا في صحيفة «الشعبية» إلى أن النساء لم يصوتن بطريقة متسقة، حيث قسمن أنفسهن كرجال وفقًا للطبقات الاجتماعية. تضاءلت أهمية النسوية خلال فترة طفرة المواليد في منتصف القرن العشرين. شهدت الحروب (الحرب العالمية الأولى والحرب العالمية الثانية) التحرر المؤقت لبعض النساء، ولكن عادت الأدوار المحافظة في فترات ما بعد الحرب.
حصلت النساء في سويسرا على حق التصويت في الانتخابات الفيدرالية السويسرية عام 1971؛ ولكن حصلت النساء على حق التصويت في القضايا المحلية في كانتون أبينزيل إينرهودن في عام 1991 بعدما أجبرت المحكمة الفدرالية العليا السويسرية الكانتون على ذلك. مُنح حق النساء في التصويت في ليختنشتاين عن طريق استفتاء ليختنشتناين لحق النساء في التصويت 1984. أجريت قبل ذلك ثلاثة استفتاءات سابقة في أعوام 1968 و1971 و1973، وفشلت جميعها في تأمين حق النساء في التصويت.

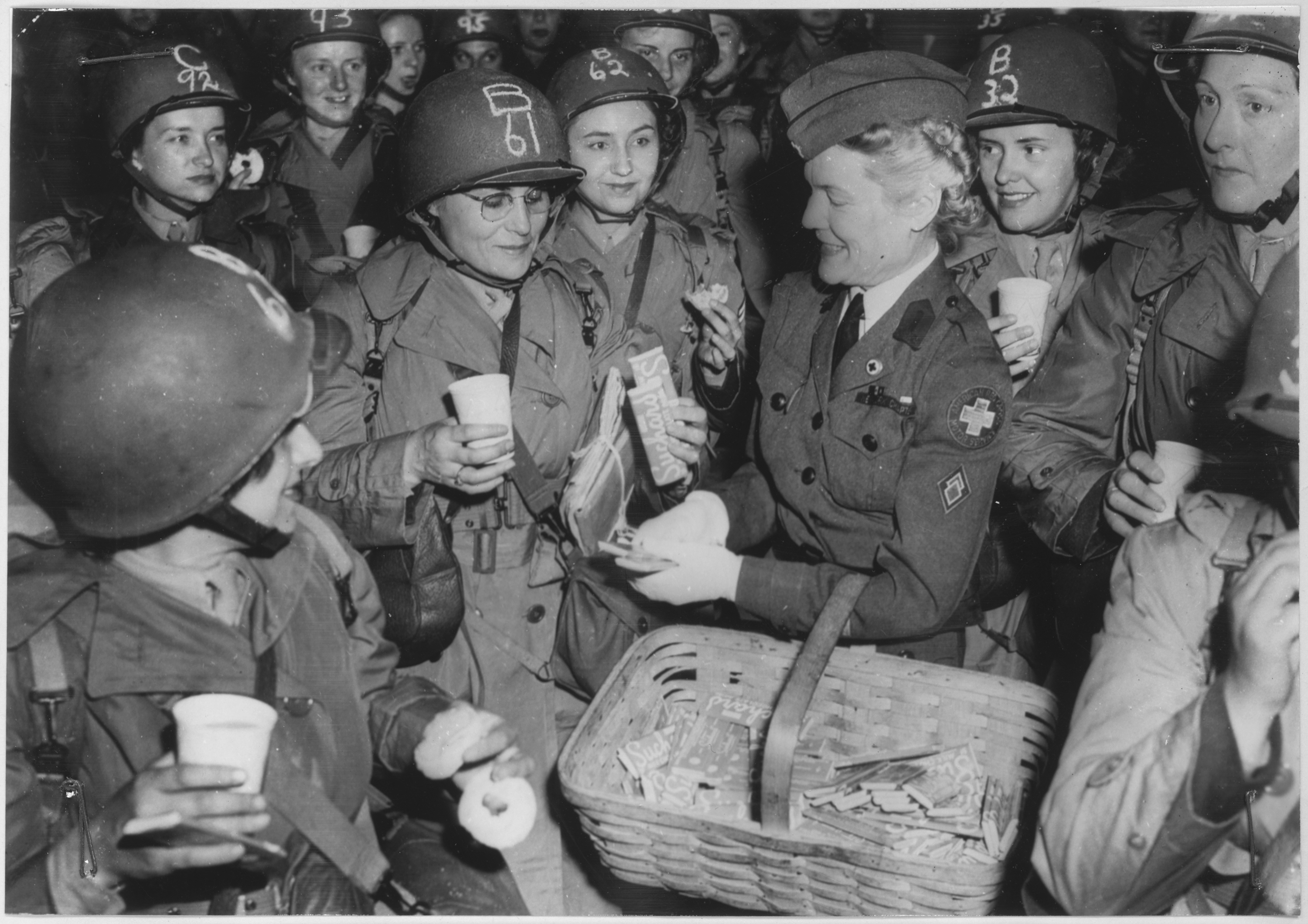
صورة لنساء أمريكيات يحلن محل رجال يقاتلون في أوروبا، 1945

واصلت النسويات حملتهن من أجل إصلاح قوانين الأسرة التي تمنح الأزواج السيطرة على زوجاتهم. على الرغم من أن التغطية قد ٱلْغِيت بحلول القرن العشرين في المملكة المتحدة والولايات المتحدة، إلا أن النساء المتزوجات كن لا يزلن يتمتعن إلا بحقوق قليلة جدًا في العديد من بلدان أوروبا القارية. على سبيل المثال، لم تحصل المرأة المتزوجة في فرنسا على الحق في العمل دون إذن زوجها حتى عام 1965. عملت النسويات أيضًا على إلغاء «الإعفاء الزوجي» في قوانين الاغتصاب التي حالت دون مقاضاة الأزواج بسبب اغتصاب زوجاتهم. فشلت جهود سابقة لتجريم الاغتصاب الزوجي في أواخر القرن ال19 من قبل النسويات من الموجة الأولى مثل فولتارين دو كلير وفكتوريا وودهل وإليزابيث كلارك وولستنهولم إلمي. تحقق ذلك بعد قرن من الزمان في معظم الدول الغربية، لكنه لم يتحقق بعد في أجزاء أخرى كثيرة من العالم.
وفَّرت الفيلسوفة الفرنسيّة سيمون دي بوفوار حلا ماركسيا ووجهة نظر وجودية على العديد من الأسئلة من الحركة النسوية مع نشر كتاب الجنس الآخر في عام 1949. أعرب الكتاب عن إحساس النسويات «بالظلم». تعتبر الموجة النسوية الثانية حركة نسوية بدأت في أوائل ستينيات القرن العشرين واستمرت حتى الوقت الحاضر. على هذا النحو، فهي تتعايش مع الموجة النسوية الثالثة. تهتم الموجة النسوية الثانية إلى حد كبير بقضايا المساواة ما بعد حق التصويت، مثل إنهاء التمييز على أساس الجنس.
ترى نسويات الموجة الثانية أن التفاوتات الثقافية والسياسية للمرأة مرتبطة ارتباطًا وثيقًا وتقوم هؤلاء النسويات بتشجيع النساء على فهم جوانب حياتهن الشخصية على أنها مسيسة بعمق وتعكس هياكل السلطة التي تقوم على التمييز على أساس الجنس. صاغت الكاتبة والناشطة النسوية كارول هانيش شعار «الشخصي هو سياسي» (بالإنجليزية: «The Personal is Political»)، والذي أصبح مرادفًا للموجة النسوية الثانية.
تميزت الموجتان الثانية والثالثة من الحركة النسوية في الصين بإعادة فحص أدوار المرأة خلال الثورة الشيوعية وحركات الإصلاح الأخرى ومناقشات جديدة حول ما إذا كانت مساواة المرأة والرجل قد تحققت بالفعل بالكامل.
بدأ الرئيس المصري جمال عبد الناصر «نسوية الدولة» في مصر في عام 1956 والتي حظرت التمييز على أساس الجنس ومنحت حق التصويت للمرأة، ولكنها أيضا منعت النشاط السياسي من قبل القيادات النسوية. دعت جيهان السادات خلال فترة رئاسة زوجها محمد أنور السادات علنا إلى حقوق إضافية للمرأة، على الرغم من بداية ابتعاد السياسة والمجتمع المصريين عن المساواة بين المرأة بسبب الحركة الإسلامية الجديدة وتنامي النزعة المحافظة. ومع ذلك، اقترح بعض النشطاء الحركة النسوية الإسلامية كحركة نسوية جديدة تنادي بمساواة المرأة في إطار إسلامي.
أحدثت الثورات تغييرات في وضع المرأة في بلدان في أمريكا اللاتينية مثل نيكاراغوا، حيث ساعدت الأيديولوجية النسوية أثناء الثورة النيكاراغوية على تحسين جودة حياة المرأة ولكنها فشلت في تحقيق تغيير اجتماعي وأيديولوجي.
ساعد كتاب «اللغز الأنثوي» (بالإنجليزية: «The Feminine Mystique») للكاتبة والناشطة النسوية بيتي فريدان في عام 1963 في التعبير عن السخط الذي شعرت به النساء الأميركيات. يعود الفضل في الكتاب على نطاق واسع إلى بداية الموجة النسوية الثانية في الولايات المتحدة. شكلت النساء أكثر من نصف القوى العاملة في العالم الأول في غضون عشر سنوات.

### أواخر القرن العشرين وأوائل القرن الحادي والعشرين

#### الموجة النسوية الثالثة

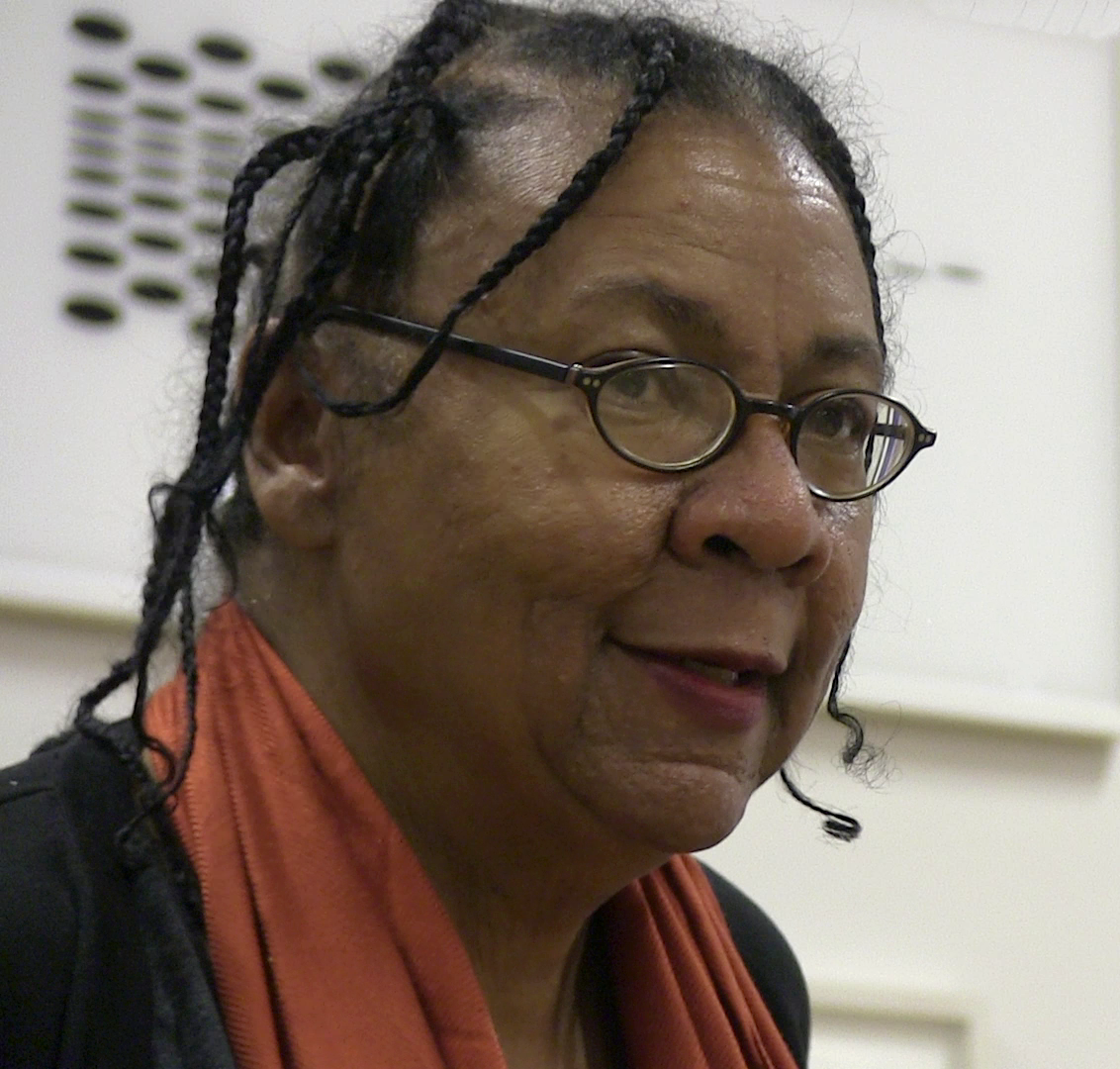
الناشطة النسوية والناشطة الاجتماعية و الكاتبة بيل هوكس (من مواليد 1952)

تُعزى الموجة النسوية الثالثة إلى ظهور فرقة شغب فتاة النسوية من ثقافة البانك الفرعية في أوليمبيا، واشنطن في أوائل تسعينيات القرن العشرين، وإلى شهادة أنيتا هيل المتلفزة في عام 1991 إلى اللجنة القضائية في مجلس الشيوخ الأمريكي التي كان كل أعضاءها رجال بيض، بأن القاضي المرشح لعضوية قاض في المحكمة العليا للولايات المتحدة كلارنس توماس قد تحرش بها جنسيًا. يُنسب مصطلح «الموجة الثالثة» إلى ريبيكا ووكر التي ردت على تعيين توماس للمحكمة العليا بمقال في مجلة مس. بعنوان «الموجة الثالثة» (1992). كتبت فيه:
سعت الموجة النسوية الثالثة أيضًا إلى تحدي أو تجنب ما اعتبرته التعريفات الماهوية للأنوثة من قبل الموجة النسوية الثانية، والتي شددت على تجارب النساء البيض من الطبقة الوسطى العليا كما جادلت نسويات الموجة الثالثة. غالبًا ما ركزت نسويات الموجة النسوية الثالثة على «السياسة الجزئية» وتحدى نموذج الموجة النسوية الثانية فيما يتعلق بما كان أو لم يكن جيدًا للنساء، وتميل إلى استخدام تفسير ما بعد البنيوية للجندر والجنس. سعت عديد القادة النسويات المترسخة جذورهن في الموجة النسوية الثانية للتفاوض على مساحة داخل الفكر النسوي للنظر في الذاتيات المتعلقة بالعرق، كأمثال غلوريا إي. أنزالدوا، بيل هوكس، شيلا ساندوفال، شيري موراغا، أودري لورد، وماكسين هونغ كينغستون، والعديد من النسويات غير البيض. احتوت الموجة النسوية الثالثة أيضًا على نقاشات داخلية بين نسويات الاختلاف، اللواتي يعتقدن أن هناك اختلافات نفسية مهمة بين الجنسين، وأولئك الذين يعتقدون أنه لا توجد فروق نفسية متأصلة بين الجنسين ويؤكدون أن أدوار الجنسين سببها التكييف الاجتماعي.

#### نظرية وجهة النظر
نظرية وجهة النظر النسوية هي وجهة نظر نظرية نسوية تنص على أن الوضع الاجتماعي للشخص يؤثر على معرفته. يجادل هذا المنظور بأن البحث والنظرية تعامل المرأة والحركة النسوية على أنها غير ذات أهمية وترفض رؤية العلم التقليدي على أنه غير متحيز. جادلت نسويات جهة النظر منذ عقد 1980 بأنه ينبغي على الحركة النسوية أن تتناول القضايا العالمية (مثل الاغتصاب وزنا المحارم والدعارة) وقضايا محددة ثقافيا (مثل تشويه الأعضاء التناسلية للإناث في بعض أجزاء من أفريقيا والمجتمعات العربية، أو ممارسات السقف الزجاجي التي تعيق تقدم المرأة في الاقتصادات المتقدمة) من أجل فهم كيف يتفاعل عدم المساواة بين الجنسين مع العنصرية وكراهية المثليين والطبقية والاستعمار في «مصفوفة الهيمنة».

#### الموجة النسوية الرابعة

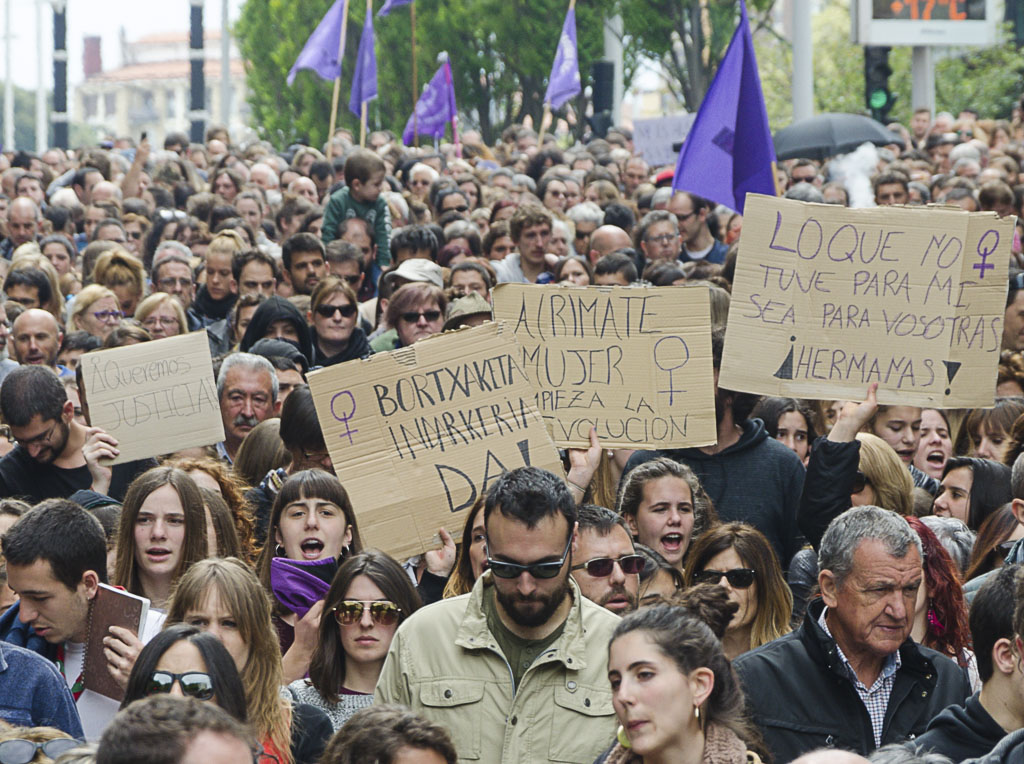
احتجاج على الحكم الصادر في قضية اغتصاب لا مانادا، في بامبلونا، إسبانيا في عام 2018

الموجة النسوية الرابعة هي امتداد مقترح للموجة النسوية الثالثة والتي تتوافق مع عودة ظهور الاهتمام بالنسوية ابتداءً من عام 2012 وهي مرتبطة باستخدام وسائل التواصل الاجتماعي. تركز الموجة النسوية الرابعة وفقًا للباحثة النسوية برودنس تشامبرلين على تحقيق العدالة للنساء ومعارضة التحرش الجنسي والعنف ضد المرأة. وكتبت أن جوهر الموجة هو «الشك في إمكانية استمرار وجود مواقف معينة».
عُرِّفَت الموجة النسوية الرابعة «بالتكنولوجيا» وفقًا لكيرا كوكرين، وتتميز خصوصًا باستخدام فيسبوك وتويتر وإنستغرام ويوتيوب وتمبلر والمدونات مثل مدونة فيمنسينغ لتحدي كره النساء وتعزيز المساواة بين الجنسين.

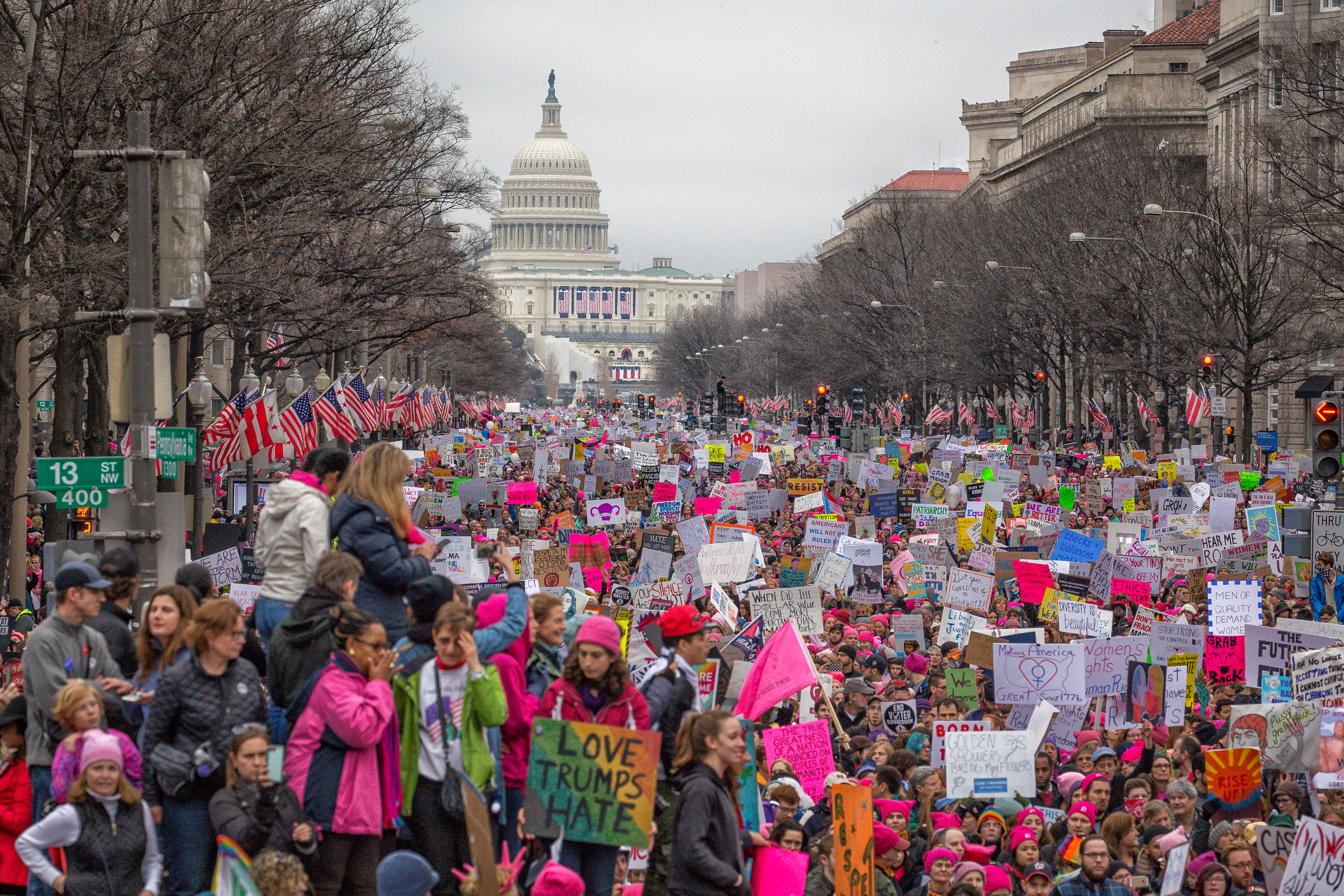
مسيرة المرأة في عام 2017، واشنطن العاصمة

تشمل القضايا التي تركز عليها نسويات الموجة الرابعة التحرش في الشوارع والمضايقات في مكان العمل، والاعتداء الجنسي داخل الحرم الجامعي وثقافة الاغتصاب. حفزت عدة فضائح تنطوي على مضايقة واعتداء وقتل النساء والفتيات الحركة. وشملت هذه الفضائح: قضية الاغتصاب الجماعي في دلهي 2012 وفضيحة الاعتداء الجنسي ضد جيمي سافيل في عام 2012 وقضايا الاعتداء الجنسي ضد بيل كوسبي وحوادث القتل في جزيرة فيستا في عام 2014 ومحاكمة جيان غوميشي في عام 2016 وادعاءات الاعتداء الجنسي لهارفي واينستين في عام 2017 ولاحقا تأثير واينستين ومزاعم سوء السلوك الجنسي في وستمنستر في عام 2017.

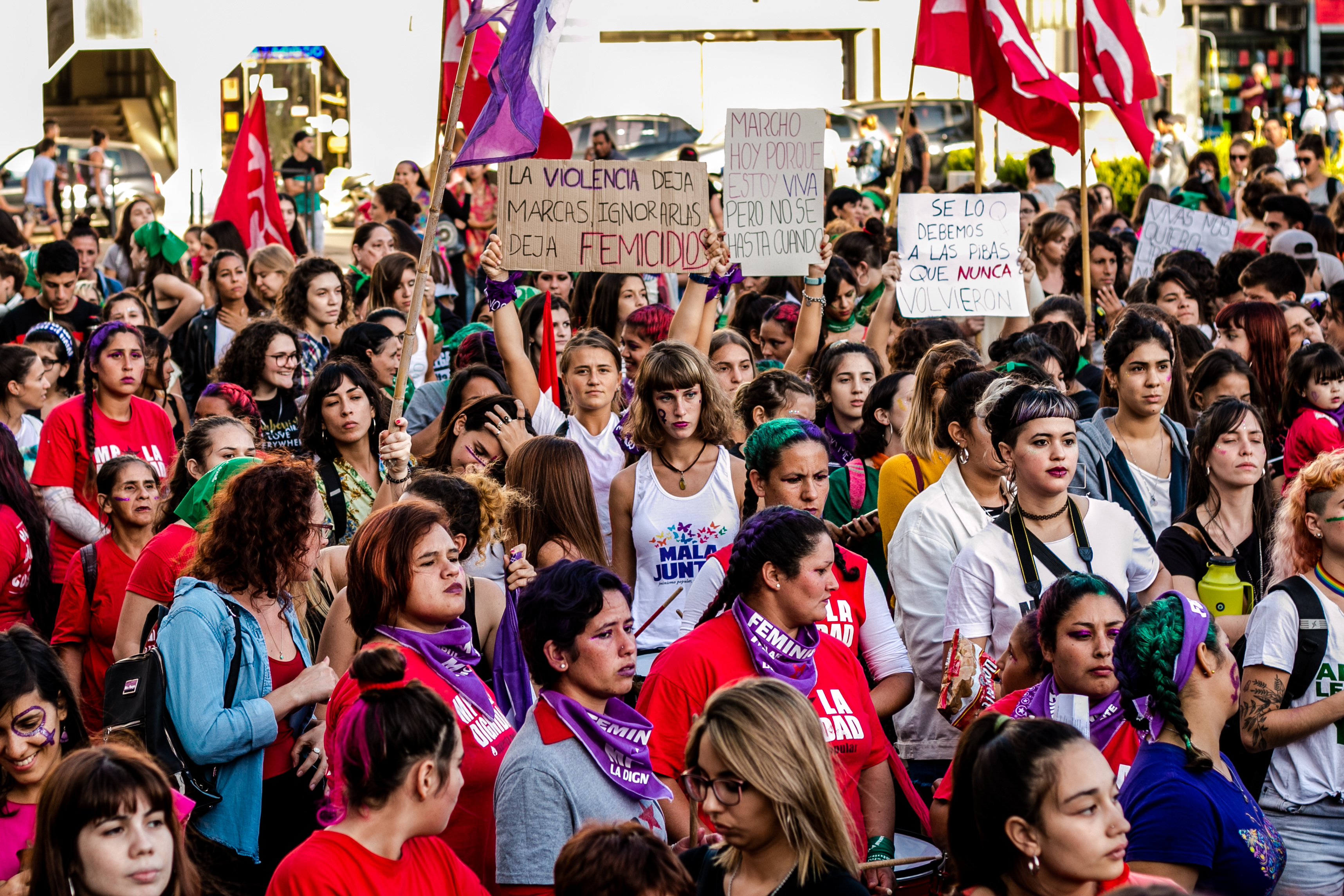
الإضراب النسائي الدولي، بارانا، الأرجنتين، في عام 2019

تشمل أمثلة حملات الموجة النسوية النسوية الرابعة: مشروع التمييز اليومي على أساس الجنس ولا مزيد من الصفحة 3 وأوقفوا التمييز على أساس الجنس في بيلد وفراش الأداء (احمل هذا الوزن) و10 ساعات من المشي في مدينة نيويورك كامرأة و#نعم كل النساء وحرروا الحلمة وانتفاضة المليار ومسيرة المرأة في عام 2017 ومسيرة المرأة في عام 2018 وحركة «أنا أيضا» («#MeToo»). اختارت مجلة تايم في ديسمبر 2017 العديد من الناشطات البارزات المنخرطات في حركة «أنا أيضا» («#MeToo»)، التي أطلقت عليهن اسم «كاسرات الصمت»، كشخصية العام.

#### ما بعد النسوية
يستخدم مصطلح ما بعد النسوية لوصف مجموعة من وجهات النظر التي تتفاعل مع النسوية منذ ثمانينيات القرن العشرين. بالرغم من عدم كونهم «معاديين للنسوية»، إلا أن دعاة ما بعد النسوية يعتقدون أن النساء قد حققن أهداف الموجة النسوية الثانية بينما ينتقدن أهداف الموجة النسوية الثالثة والموجة النسوية الرابعة. ٱسْتُخدم المصطلح لأول مرة لوصف رد الفعل العكسي ضد الموجة النسوية الثانية، ولكنه أصبح الآن تسمية لمجموعة واسعة من النظريات التي تتخذ مناهج نقدية للخطابات النسوية السابقة وتتضمن تحديات لأفكار الموجة النسوية الثانية. يقول مؤيدون لما بعد النسوية أن الحركة النسوية لم تعد ذات صلة بمجتمع اليوم. كتبت أميليا جونز أن نصوص ما بعد النسوية التي ظهرت في الثمانينيات والتسعينيات صورت الموجة النسوية الثانية ككيان وحدوي متجانس. تصف دوروثي تشون «سرد اللوم» لخطاب ما بعد النسوية، حيث تُقَوَضُ جهود النسويات لاستمرارهن في المطالبة بالمساواة بين الجنسين في مجتمع «ما بعد النسوية»، بعد أن «تحققت المساواة بين الجنسين (بالفعل)». وفقًا لتشون، «أعربت العديد من النسويات عن قلقهن بشأن الطرق التي تُستخدم بها الآن خطابات الحقوق والمساواة ضدهن».

## النسوية في العالم العربي

### تاريخ الحركة النسوية في العالم العربي
مر مصطلح النسوية في العالم العربي بثلاث فترات حسب الباحثة سامية العنزي. تشمل الفترة الأولى الفترة بين عامي 1860 و1920، حيث ظهر مصطلح النّسوية بشكل ضمني في مصر لدى مناضلات تحرير المرأة. وفيها انبثق ما يُعرف بالنسوية المتوارية (بالإنجليزية: Invsible Feminism) في المجتمع العربي. تشمل الفترة الثانية أواخر العشرينات حتى نهاية ستينات القرن العشرين، إذ برزت حركة نسوية أهلية منظمة في بعض الدول العربية. ولكن بدأت البلدان العربية في كبح جماح الحركة دون القضاء على استقلاليتها أو المساس بعضواتها بداية عام 1950 وحتى الستينات. تشمل الفترة الثالثة منذ بداية سبعينات القرن العشرين وحتى الوقت الحاضر، حيث شهدت إعادة انبعاث النشاط النسوي في بعض الدول العربية. وعليه، يعتبر أواخر القرن العشرين المؤشر الزمني لقيام نسوية عربية منظّرة ومؤطرة ومحللّة لقضايا المرأة.
في حين قسمت الباحثة فاطمة حافظ المراحلَ التي مرَّ بها الحراك النسوي إلى أربعة مراحل. تمتد المرحلة الأولى التي اعتبرتها مرحلة نهضوية من أوائل القرن العشرين وحتى ثلاثينياته؛ وركزت هذه الحقبة على مطالب اجتماعية كحق النساء في التعليم والعمل إضافة إلى بعض القضايا المرتبطة بها كالحجاب والضوابط التي يمكن أن تحكم خروج المرأة وطبيعة الدوائر التي يمكن أن تشتغل فيها. تمتد المرحلة الثانية بين الأربعينات والخمسينيات وفيها ترسخ حق النساء في التعليم والعمل ولم يعودا مطروحين للنقاش، وقد تجاوز الخطاب النسوي في هذه المرحلة المطالب الاجتماعية إلى الحقوق السياسية؛ حيث انخرطت النساء في حركات التحرر الوطنية آنذاك في فلسطين ومصر والمغرب. تعتبر المرحلة الثالثة مرحلة صعود الدولة القومية وفيها امتلكت الدولة ناصية العمل النسوي وأخضعت كل التنظيمات النسوية تحت سلطتها، وأقدمت الدول العربية على تقنين أوضاع النساء عبر إصدارها قوانين الأسرة وقوانين العمل. تمتد المرحلة الرابعة من ثمانيات القرن العشرين حتى الوقت الحاضر، وهي مرحلة انسحاب الدولة وبروز سلطة العولمة حيث شهدت في بدايتها أغلب البلدان العربية صحوة إسلامية كرد فعل على عملية التحديث على النسق الغربي التي انتهجتها الدول؛ وقد أفرزت الصحوة بدورها حركة نسوية إسلامية تشكل من نساء الطبقة الوسطى وقد عبرت هذه الحركة عن ذاتها في شكل عودة موسعة لارتداء الحجاب وتأسيس جمعيات نسائية على أسس ومرجعيات إسلامية وانخراط في التيارات والأحزاب الإسلامية القائمة ومشاركة النساء في الترشح على قوائمها الانتخابية واحتلالهن مراكز متقدمة في هياكلها التنظيمية.
يعتبر قاسم أمين أب النسوية العربية إذ وُلِدت مع كتابه «تحرير المرأة» أولى مظاهر الحركة النسوية الداعية إلى تحرير المرأة، كما كتب كتابا آخرا اسمه «المرأة الجديدة». كما دعى قاسم أمين لتحرير المرأة من الإسلام؛ ويَعُدّ ذلك دعوة أصيلة تنطلق من الدين للتسوية في الحقوق بين الجنسين. كما نبتت بذور النسوية وأهدافها على يديه أيضا؛ إذ دعا إلى التسوية في الحقوق بين الجنسين وألح على ضرورة تعليم المرأة ولو بالحد الأدنى للتعليم لتحقق شروط إنسانيتها كما يرى، وقد طالب أمين بوضع الطلاق في يد القضاء منعًا لتعسف الزوج في إيقاعه، في حين رأى أن تعدد الزوجات احتقار شديد للمرأة.
بعد الحركة التي قامت بها هدى شعراوي وتأسيسها للاتحاد النسائي العام في مصر، بدأت تستشري الجمعيات والمنظمات النسائية المدعومة غربياً والتي عملت في كل مجتمع وقُطر عربي بأهداف تتقاطع وتفترق وشعارات تجد صدى أحيانا ولاتجد يضيع صدى أحيانا أخرى. واستلمت هدى شعراوي من قاسم أمين الحراك النسوي؛ حيث أقنعت الجامعة المصرية عام 1908 بتخصيص قاعة للمحاضرات النسوية، كما أنها دعت إلى خلع غطاء الوجه على غير المألوف في ذلك العصر، وأسست «الاتحاد النسائي المصري» عام 1923، وفي عام 1966 أصبح اسمه «جمعية هدى شعراوي». وكانت شعراوي عضوًا في «الاتحاد النسائي العربي».
وبعدها بدأت المنظمات والجمعيات النسوية تتأسس في الوطن العربي في كل بلد على حدة؛ ففي الأردن تأسس «اتحاد المرأة الأردنية» عام 1945، بهدف التصدي لأي شكل من أشكال التمييز ضد المرأة، وتعزيز مكانة المرأة الأردنية ودورها في المجتمع، وتمكينها من ممارسة حقوقها. وفي عام 1953 تأسس «نادي البحرين للسيدات» برئاسة الليدي مارجوري بلغريف، زوجة المستشار البريطاني تشارلز بلغريف، التي اختارت نخبة من سيدات الطبقات العليا المتعلمات أعضاء في النادي الذي هدف إلى القيام بالأعمال الخيرية ومساعدة الفقراء والمحتاجين وتعليم النساء بعض المهارات كالطبخ والخياطة. وتأسس «الاتحاد الوطني للمرأة التونسية» في تونس في عام 1956. وتأسس «الاتحاد العام للمرأة الفلسطينية» عام 1965، وهو تنظيم شعبي ديمقراطي يمثل المرأة الفلسطينية في جميع أماكن وجودها وقاعدة من قواعد منظمة التحرير الفلسطينية، ويهدف إلى تعبئة وتنظيم طاقات المرأة الفلسطينية، والنضال من أجل تحقيق مساواة المرأة بالرجل في الحقوق السياسية والاجتماعية والربط بين قضية التحرير الاجتماعي للمرأة وقضية النضال من أجل التحرير الوطني. وفي الإمارات تأسس «الاتحاد النسائي العام» عام 1975 بهدف النهوض وتمكين وريادة المرأة في الإمارات العربية.

### واقع النساء في العالم العربي
تشير عديد الدراسات إلى أن المرأة العربية تواجه عديد المشاكل ومستويات مرتفعة من العنف. بينت دراسة على 2000 سيدة فيمدينة الأحساء في المملكة العربية السعودية أن نسبة المتعرضات للعنف من أفراد الأسرة كانت 11%؛ كما أن 32% من الرجال استخدموا العنف ضد زوجاتهم بسبب سوء تصرفاتهن. في حين يتحدث مكتب الأمم المتحدة للمرأة بالمغرب عن 2.4 مليون امرأة مغربية تتعرض للتعنيف والتحرش في الأماكن العامة، مما دفع المكتب الأممي إلى إطلاق حملة لمناهضة العنف ضد النساء في المغرب تحت شعار «مناهضة العنف ضد النساء في الأماكن العامة». وحسب صحيفة النهار اللبنانية فإن عدد النساء اللواتي يبلغنَ عن تعرضهن لعنف جسدي أو اقتصادي أو جنسي أو معنوي ويطلبن الحماية ارتفع من 290 حالة في العام 2014 إلى 725 في سنة 2015.
ولا يبعد الواقع التعليمي للمرأة العربية عن واقع التحرش والعنف؛ حيث أصدرت منظمة المرأة العربية بيانا تحدثت فيه عن بيانات منظمة اليونسكو التي تشير إلى أن نسبة الأمية وصلت في الوطن العربي إلى نحو 30%، وهي ترتفع بين النساء إلى نحو 50%، وهي أعلى نسبة للأمية موجودة في عدة بلدان على رأسها: العراق والسودان ومصر واليمن والمغرب.
ومع ذلك ترى الباحثة سوزان إبراهيم أنه من المجحف حقيقة إغفال ما حققته الدعوات النسوية على بعض المستويات مما يتعلق بإسهامات المرأة المثقفة في تغيير النظرة إلى تعليم المرأة مبكراً في بعض المجتمعات العربية، إضافة إلى تغير في النظر إلى قضايا مرتبطة بالمرأة كخروجها إلى العمل ومشاركتها في الحياة السياسية.

### واقع الحركة النسوية في العالم العربي
يوجد اتجاهان رئيسيان للنسوية في العالم العربي «النسوية الإصلاحية» (أو النسوية الإسلامية) و «النسوية العلمانية».
توظف النّسويات الإسلاميات الدّين كمرجعية وركيزة لإصلاحاتهن. ويتناولن القضايا الخاصة بالمرأة من مرجع ديني. إذ لا تتعرض على النّصوص الشرعية الخاصّة في شأن المرأة لا بالاستبدال ولا بالرّفض ولا بتعديل الفهم أو تفسير جديد. فغاية ما تقوم به تجاه النصوص أن تجعل أحكام الدين قريبة من حساسيتها نحو بعض النصوص أو موافقة لها. تُفسر النسويات الإسلاميات النصوص الدينية من وجهة نظر نسوية. يمكن رؤية النسويات على أنهن فرع من المفسرين الذين يأسسون حججهم في الإسلام وتعالميه، ويسعين إلى المساواة الكاملة بين النساء والرجال في الفضاء الخاص والعام ويمكن تضمين غير المسلمين في الخطاب والنقاش.
تُعرف النسوية الإسلامية من قبل العلماء المسلمين على أنها أكثر راديكالية من النسوية العلمانية وأنها راسخة في خطاب الإسلام مع القرآن كنص مركزي. ازداد نمو مفهوم النسوية الإسلامية حاليا في الجماعات الإسلامية التي تبحث عن الدعم من عدة مواقع من المجتمع. إضافةً لذلك، تسعى المسلمات المتعلمات إلى التعبير عن دورهن في المجتمع.
وفقًا لأم ياسمين من مركز الإسلام والأقليات المسلمة، فالنسوية غالبًا خاطئة بصفتها حركةً غربية، لكنها تتحدث عن أن النسويات المسلمات كن ناشطات منذ أوائل القرن التاسع عشر. ليست مهمات النسويات المسلمات إصلاح دين الإسلام، بل تعزيز المساواة بين الجنسين داخل مجتمع علماني. تخلص ياسمين كذلك إلى أن النسويات المسلمات طوّعن وجهات نظرهن التي يمكن من خلالها وضع الإسلام في سياقها من أجل الدعوة إلى المساواة بين الرجال والنساء بالتوازي مع عقيدتهم؛ لأن الإسلام لا يتغاضى عن العنف ضد المرأة. يشكك كل من الرجال والنساء منذ القرن التاسع عشر في النظام القانوني المتعلق بتأثير قوانين الشريعة على النساء مثل الحجاب الصارم والتعليم والفصل وتعدد الزوجات واتخاذ المحظيات للزواج غير الشرعي. بدأت النساء المسلمات في الدعوة إلى التغيير القانوني وإنشاء مدارس للبنات ومعارضة الحجاب وتعدد الزوجات بهدف إصلاح هذه القضايا الاجتماعية. دعمًا لحجة ياسمين، تقوض فاطمة المرنيسي أن المرأة المسلمة المثالية التي تُصور على أنها صامتة وطائعة لا علاقة لها برسالة الإسلام. في رأيها، استغل الرجال المسلمون المحافظون النصوص الدينية للقرآن للحفاظ على نظامهم الأبوي من أجل منع النساء من التحرر الجنسي؛ وبالتالي فرض مبرر للحظر الصارم وحقوق التقييد.
يدافع بعض الإسلاميين عن حقوق المرأة في الفضاء العام ولكنهم لا يتحدون المساواة الجندرية في الفضاء الخاص والشخصي. جادلت سعاد الفاتح البدوي وهي أكاديمية سودانية وسياسية إسلامية أن النسوية لا تتوافق مع التقوى وبالتالي هناك استبعاد متبادل بين الإسلام والنسوية. تحاجج مارجوت بدران من مركز الأمير الوليد بن طلال للتفاهم الإسلامي المسيحي بجامعة جورج تاون أن الإسلام والنسوية لا يستبعد بعضهما الآخر وأن النسوية الإسلامية، والتي تشتق فهمها وتستعين بالقرآن، تسعى للمطالبة بالحقوق والعدالة للنساء والرجال في كلية وجودهم. يوجد جدل كبير حول النسوية الإسلامية، لكن أتباعها يدافعون عنها بشدة.
في المقابل تعتقد النسويات العلمانيات «بحزم في ترسيخ خطابهن خارج عالم الدين، وترين تأسيسه داخل خطاب حقوق الإنسانية. كما أنهن لا يضيعن وقتهن في محاولة التوفيق بين الخطابات الدينية ومفهوم حقوق الإنسان والإعلانات المرتبطة. ويعتبرن الدين أمرا شخصيا يحترم، ويرفضنه كمرتكز للمطالبة بتحرير المرأة» فهي بذلك تقابل النّسوية الإصلاحية التي تقارب بين النّصوص الشرعية بما يتوافق مع مطالبها». كانت مقدمة الحراك النسوي في مصر وسورية الدعوة لإظهار وجه المرأة. حيث طالب عديد المفكرين والمتنورين العرب كرفاعة رافع الطهطاوي والذي دعا لسفور المرأة عن وجهها، ومرقس فهمي والذي هدف في كتاباته إلى نزع الحجاب وإباحة الاختلاط، وأحمد لطفي السيد ووهو أول من أدخل الفتيات المصريات في الجامعات مختلطات بالطلاب سافرات الوجوه وناصره في هذا الأديب طه حسين. وقد تولى الدعوة معهما إلى السُّفور قاسم أمين. وقد تأثر الزعيم سعد زغلول وشقيقه أحمد فتحي زغلول بأفكار قاسم أمين ودعوا إليها. وتعود أولُ دعوة للسفور إلى عام 1900م عندما أصدرت هدى شعراوي «مجلة السُّفور» ونشر فيها الكُتَّاب مقالاتِهم التي تدعو إلى السُّفور ونقد المرأة التي تغطي وجهها، وتجرأت المجلة على نشر صور النساء، ودمجت بين المرأة والرجل في الحوار والمناقشة باعتبار أن المرأة شريكة الرجل. وقامت الحركة النسائية بالقاهرة في العام 1919 برئاسة الرائدة هدى شعراوي بدعوة المرأة لنزع الحجاب. وفي تونس أصدر الرئيس التونسي الحبيب بورقيبة قانوناً بمنع الحجاب وتجريم تعدد الزوجات. وفي العراق تولى المناداة بنزع الحجاب الشاعران جميل صدقي الزهاوي ومعروف الرصافي. وخلال العهد الفيصلي في سورية وبالتوازي مع مصر، أسست «نازك العابد» وزميلاتها الدمشقيات جمعية «نور الفيحاء» النسوية سنة 1919 وكان هدفها لم شمل أخواتها الناهضات، وتطوعن لإسعاف الجرحى عقب معركة ميسلون، وأسست مدرسة لبنات الشهداء تحت اسم الجمعية، وقدمت مع زميلاتها خدمات إنسانية وتربوية واجتماعية، وأصدرت مجلة نسوية وجمعية للتمريض تحت اسم «الهلال الأحمر» شاركت فيها بنات دمشق المندفعات بحسهن الوطني لإغاثة المنكوبين، مع تعهد بنات القتلى بالرعاية والتعليم مجاناً. وبالعموم فإن حركة تحرر المرأة كانت إحدى ثمار الأفكار العلمانية التي جاء بها رجال عصر النهضة.
في ستينات القرن الماضي نضجت الحركات النسوية العربية وخاصة العلمانية منها. وقد ساهم كتاب وشعراء الحداثة العرب بذلك، وفي مقدمتهم الشاعر نزار قباني، والأديبة غادة السمان، وأيقونة حركة التحرر النسوي العربي نوال السعداوي، وبات الزواج رهين علاقة الحب والتفاهم بين المتعلمين، وبدأ التشبيك مع الحركات النسوية العالمية، وغدا التعليم المجاني فرضاً على البنات مثل الصبيان، وسمح بالاختلاط في المؤسسات والأماكن العامة. وقد مثلت نوال السعداوي رمزاً نسوياً في البلدان العربية والإسلامية، وهي من نساء الجيل الثاني للحركة النسوية العربية، كعلمانية محاربة ليس من أجل المرأة فقط وإنما لأجل الرجل أيضاً. وقد نشرت 36 كتاباً تراوحت بين الأبحاث والروايات والمقالات التي تتحدث عن الثالوث المحرم: السلطة والجنس والدين. وكانت أفكارها التحرُّرية صادمة للكثيرين، حيث مزجَتْ في كتبها بين عملها كطبيبة نسائية وثقافتها في الفلسفة والتاريخ والدين والأدب، ووظَّفت ذلك في الدفاع عن حقوق المرأة. يعتبر عدة باحثين أن نوال السعداوي لم تكن ضد الدين وإنما ضد التأويل الذكوري للنصوص الدينية، وقد أظهرت في كتاباتها فهماً عميقاً للدين، وقد أحرجت الإسلاميين في كثير من دعاواهم حتى باتت العدو النسائي الأول لهم.
تعتبر أبرز القضايا التي تحارب النسوية العربية في سبيلها: خلق وعي وتيارات معاكسة لما تنادي به الذكورية منذ الأزل، وخلق تشريعات تحمي المرأة، ومساواتها في التعليم والأجور وحق التصرف بمصيرها كاملا وجسدها كاملا. رفع الوصاية الجنسية عن المرأة بما يضمن عدم السماح بتزويجها وعدم السماح باجبارها على الزواج. ووقف الختان واصدار عقوبات ضد المتحرشين. وحرية التنقل والتجوال والملبس. كما تقوم النسوية بالتحرك الجاد على الأرض لتوعية المرأة ودمجها مع سوق العمل وإعطائها حقوقاً وأجوراً مساوية لتلك المعطاة للذكور. ومساواتها بالذكر في القطاعات كافة سياسية أو اقتصادية أو اجتماعية. كما تقف النسوية في العالم العربي اليوم في مواجهة قضايا أهمها ختان الإناث، واحتقارها، ومنعها من تحقيق طموحاتها وأهدافها، وتعنيفها جسدياً ونفسياً، وتزويج القاصرات، وحرمان الأنثى من اختيار الزوج، وتسليعها جنسياً عبر الاعلانات والمسلسلات ووسائل التواصل الاجتماعي، واجبارها في بعض الدول على ارتداء الحجاب أو النقاب وفي البعض الآخر منعها من ارتدائهن، والتحرش والاغتصاب الجسدي واللفظي أيضاً سواء في الشوارع أو في العالم الافتراضي، ذلك بالإضافة لكل التشريعات والقوانين الظالمة للمرأة وخصوصاً في العالم العربي.
يكتسب الجدل حول النسوية في العالم العربي زخما، وتنقسم الآراء بشدة حول هذا الموضوع. يعتقد البعض أن ما يسمى بالمفهوم الغربي للنسوية لا مكان له في العالم العربي. ومع ذلك، لا تزال المرأة العربية تناضل من أجل مكانة عادلة في المجتمع. ويقول أكاديميون إن من يتأمل واقع الحركات النسوية العربية منذ نشأتها وحتى الوقت الحالي يدرك أن أن حركة تحرير المرأة في العالم العربي لا تزال في بداياتها فقط.

### منظمات وناشطات نسويات في العالم العربي
توجد عدة منظمات نسوية في أغلب الدول العربية. توجد منظمة إقليمية تعرف باسم منظمة المرأة العربية وهي منظمة حكومية تعمل تحت مظلة جامعة الدول العربية تأسست عام 2000. كما توجد «شبكة المرأة العربية للمساواة والتضامن». وتضم «شبكة منظمات المجتمع المدني والنسوي للدول العربية» 25 منظمة مجتمع مدني نشطة ومنظمات شعبية نسائية من البحرين ومصر والعراق والأردن ولبنان وليبيا والمغرب وفلسطين وتونس واليمن.
أما على مستوى الدول فمن الأمثلة العديدة الاتحاد النسائي السوداني والاتحاد الوطني للمرأة التونسية والحركة البديلة للدفاع عن الحريات الفردية في المغرب وجمعية المرأة العاملة الفلسطينية للتنمية ومنظمة حرية المرأة العراقية وصوت المرأة الليبية والجمعية التونسية للنساء الديمقراطيات والاتحاد الوطني للمرأة التونسيةوالمجلس القومي للمرأة المصري والمركز المصري لحقوق المرأة وغيرها الكثير.
يوجد عشرات آلاف الناشطات النسويات العربيات في كامل الدول العربية. ومن أشهرهن تاريخيا الصحفية والكاتبة السورية هند نوفل (1860-1920)، والتي تعتبر أول امرأة في العالم العربي ومنطقة الشرق الأوسط وشمال أفريقيا تنشر مجلة «نسائية كلياً» وتروج للحركة النسوية. والناشطة المصرية هدى شعراوي (1879-1947) والتي اشتهرت بنضالها من أجل تعليم الفتيات والنساء في مصر. والأديبة والكاتبة اللبنانية مي زيادة (1886-1941) والتي طالبت في مؤلفاتها بتحرير المرأة من قيودها وضرورة مساواتها مع الرجل وأهمية التعليم والعمل للمرأة، وعقدت مؤتمرًا بعنوان «الهدف من الحياة» عام 1921 دعت من خلاله النساء العربيات للبحث عن حقوقهن والمطالبة بها. والصحفية المناضلة النسوية السورية نازك العابد (1898-1959) والتي كانت من أوائل النساء اللاتي قدن الحركة النسوية في بلاد الشام، إذ شاركت على نحو كبير في تأسيس الجمعيات النسائية والمطبوعات الخاصة بالمطالبة بحقوق المرأة مثل «مجلة العروس» ونشطت على نحو خاص في مجال المطالبة بحقوق المرأة السياسية. والناشطة النسوية اللبنانية أنيسة روضة نجار (1913-2016). والكاتبة المصرية عائشة التيمورية (1840-1902) والتي اتسم خطابها بنسوية ذات طابع إسلامي، والتي تحدثت في كتابها «مرآة التأمل في الأمور» عن أن النظام الإسلامي لا يشجع على التمييز، بل إنه قائم على العدل والإنصاف. وملك حفني ناصف (1886-1918) المسماة «باحثة البادية»، والتي تحدثت في كتابها «النسائيات» عن قضايا تحرير المرأة والمطالبة بحقوقها. والطبيبة والكاتبة والناشطة المصرية نوال السعداوي (1931-2021) والتي كتبت العديد من الكتب عن المرأة في الإسلام كامرأة عند نقطة الصفر وٱشتهرت بمحاربتها لظاهرة ختان الذكور وختان الإناث، كما أسست جمعية تضامن المرأة العربية عام 1982 وساعدت في تأسيس المؤسسة العربية لحقوق الإنسان وأسست جمعية التربية الصحية وجمعية للكاتبات المصريات، والتي سجنت بسبب نشاطها واشتهرت بعديد الآراء الجدلية في مواضيع الدين والختان والحجاب وتعدد الزوجات والمثلية الجنسية.
كما برز العديد من النسويين العرب الرجال من أمثال الكاتب والأديب المصري قاسم أمين والذي يعتبر من مؤسسي ورواد حركة تحرير المرأة، بالإضافة إلى الشاعر السوري نزار قباني الذي اشتهر بأشعاره وكتابته التي رفعت من شأن المرأة، وتطرقت لمواضيع كثيرة متصلة بالحركة النسوية. والكاتب والنقابي التونسي الطاهر الحداد صاحب كتاب «امرأتنا في الشريعة والمجتمع» والذي دعا فيه إلى تحرير المراة المسلمة والمطالبة بالطلاق المدني وبمنع تعدد الزوجات وبالسماح للمرأة بممارسة الألعاب الرياضية مما تسبب له في انتقادات وهجمة من قبل شيوخ الزيتونة.
تشمل أمثلة الناشطات النسويات في العصر الحالي: رانيا العبد الله وفادية الفقير في الأردن، إسراء الشافعي ولولوة بنت محمد آل خليفة في البحرين، لجين الهذلول وهدى الدغفق في المملكة العربية السعودية سهير الأتاسي وغادة السمان في سوريا، ليلى السليماني وزينب الغزوي في المغرب، بشرى بلحاج حميدة ولينا بن مهني في تونس، نادين لبكي وجمانة حداد في لبنان، أميرة شاهين وخالدة جرار في فلسطين، سعاد الصباح والعنود الشارخ في الكويت، توكل كرمان وأروى عبده عثمان في اليمن، نادية مراد وهناء إدور في العراق، ناهد طوبيا ومديحة عبد الله في السودان، عائشة حجي علمي وحليمة علي عدن في الصومال، أمينيتو بنت المختار ومكفولة بنت إبراهيم في موريطانيا، وآسيا جبار وأحلام مستغانمي في الجزائر.

## النظرية
تعتبر النظرية النسوية امتدادا للنسوية في المجالات العملية النظرية والفلسفية. وهي تتمحور حول العمل في مجالات مختلفة تتضمن علم الإنسان وعلم الاجتماع والإقتصاد ودراسات المرأة والنقد الأدبي وتاريخ الفن والتحليل النفسي والفلسفة. وهي تهدف إلى دراسة وفهم اللامساواة بين الجنسين وتركز على السياسة الجندرية وعلاقات القوة والنشاط الجنسي، وتقدم نقدا لهذه العلاقات الاجتماعية والسياسية، كما أنها تركز أيضاً على ترويج حقوق المرأة واهتماماتها. تشمل المواضيع التي تهتم بها النظرية النسوية التمييز العنصري والنمطية والتشييء (وخاصة التشييء الجنسي) والاستبدادية والنظام الأبوي. تصف إيلين شولتر في مجال النقد الأدبي تطور النظرية النسوية على أنه حصل على ثلاث مراحل. سَمَّتْ المرحلة الأولى «النقد النسوي» (بالإنجليزية: «feminist critique») وفيها يقوم القارئ النسوي بفحص الأيدولوجيات المختلفة خلف الظاهرة الأدبية. وسَمَّتْ المرحلة الثانية بالـ«جينوقراطية» حيث أن «المرأة هي المنتج للمعنى النصي». وسَمَّتْ المرحلة الأخيرة «نظرية الجندر» (بالإنجليزية: «gender theory») وفيها «يُدرس النقش الأيدولوجي والآثار الأدبية لنظام الجنس/الجندر».
ويظهر ذلك أيضاً في السبعينات لدى النسويات الفرنسيات اللاتي طورن مفهوم «Écriture féminine» (التي تترجم إلى «الكتابة الأنثوية»). تجادل هيلين سيكسوس على أن الكتابة والفلسفة هما أمران «فالوسينتريك» (أي يتمحوران حول الفالوس أو القضيب المنتصب) وتأكد مع نسويات فرنسيات أخريات من بينهن لوسي إيريجاري على أن «الكتابة من الجسد» هي ممارسة تخريبية. أثرت أعمال المحللة النفسية والفيلسوفة النسوية جوليا كريستيفا والفنانة والمحللة النفسية براخا إل. إيتنغر في النظرية النسوية عامة والنقد الأدبي النسوي خاصة. لكن «لم تعلن أي من هؤلاء النسويات الفرنسيات تأييدها للحركة النسوية التي ظهرت في العالم الناطق بالإنجليزية» كما تشير الباحثة إليزابيث رايت. تتمركز نظريات نسوية أكثر حداثة مثل نظرية ليزا لوسيل أوينز حول تعريف النسوية على أنها حركة تحررية عالمية.

## الحركات والأيديولوجيات النسوية
تطورت العديد من الحركات والأيديولوجيات النسوية المتداخلة على مر السنين. غالبًا ما تنقسم النسوية إلى ثلاثة مدارس تقليدية رئيسية تسمى النسوية الليبرالية والنسوية الراديكالية والنسوية الاشتراكية/الماركسية، والتي تُعرف أحيانًا باسم «المدارس الثلاث الكبرى» للفكر النسوي. ظهرت أشكال جديدة من النسويات منذ أواخر القرن العشرين. تتبع بعض فروع النسوية الميول السياسية للمجتمع الأكبر بدرجة أكبر أو أقل، أو تركز على موضوعات محددة مثل البيئة.

### النسوية الليبرالية

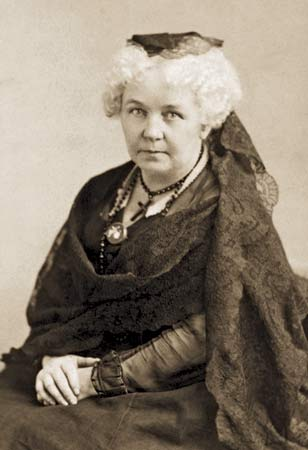
إليزابيث كادي ستانتون، شخصية بارزة في الحركة النسوية الليبرالية في القرن التاسع عشر

نشأت الحركة النسوية الليبرالية (بالإنجليزية: liberal feminism) من الموجة النسوية الأولى في القرن 19، وارتبطت تاريخيا بالليبرالية والتقدمية، في حين مال المحافظون حينها إلى معارضة النسوية على هذا النحو. وهي تعرف أيضا بأسماء أخرى مثل النسوية الإصلاحية أوالحركة الرئيسية أو تاريخيا باسم الحركة النسوية البرجوازية. تسعى النسوية الليبرالية إلى المساواة بين الرجل والمرأة من خلال الإصلاح السياسي والقانوني ضمن إطار ديمقراطي ليبرالي دون تغيير جذري في بنية المجتمع؛ «تعمل النسوية الليبرالية ضمن هيكل المجتمع السائد لإدماج النساء في هذا الهيكل». ركزت النسوية الليبرالية خلال القرن التاسع عشر وأوائل القرن العشرين خصوصًا على حق المرأة في التصويت والوصول إلى التعليم. وصفت كارين ماريا بروزيليوس القاضية السابقة في المحكمة العليا النرويجية والرئيسة السابقة للجمعية الليبرالية النرويجية لحقوق المرأة النسوية الليبرالية بأنها «نسوية واقعية وعملية».

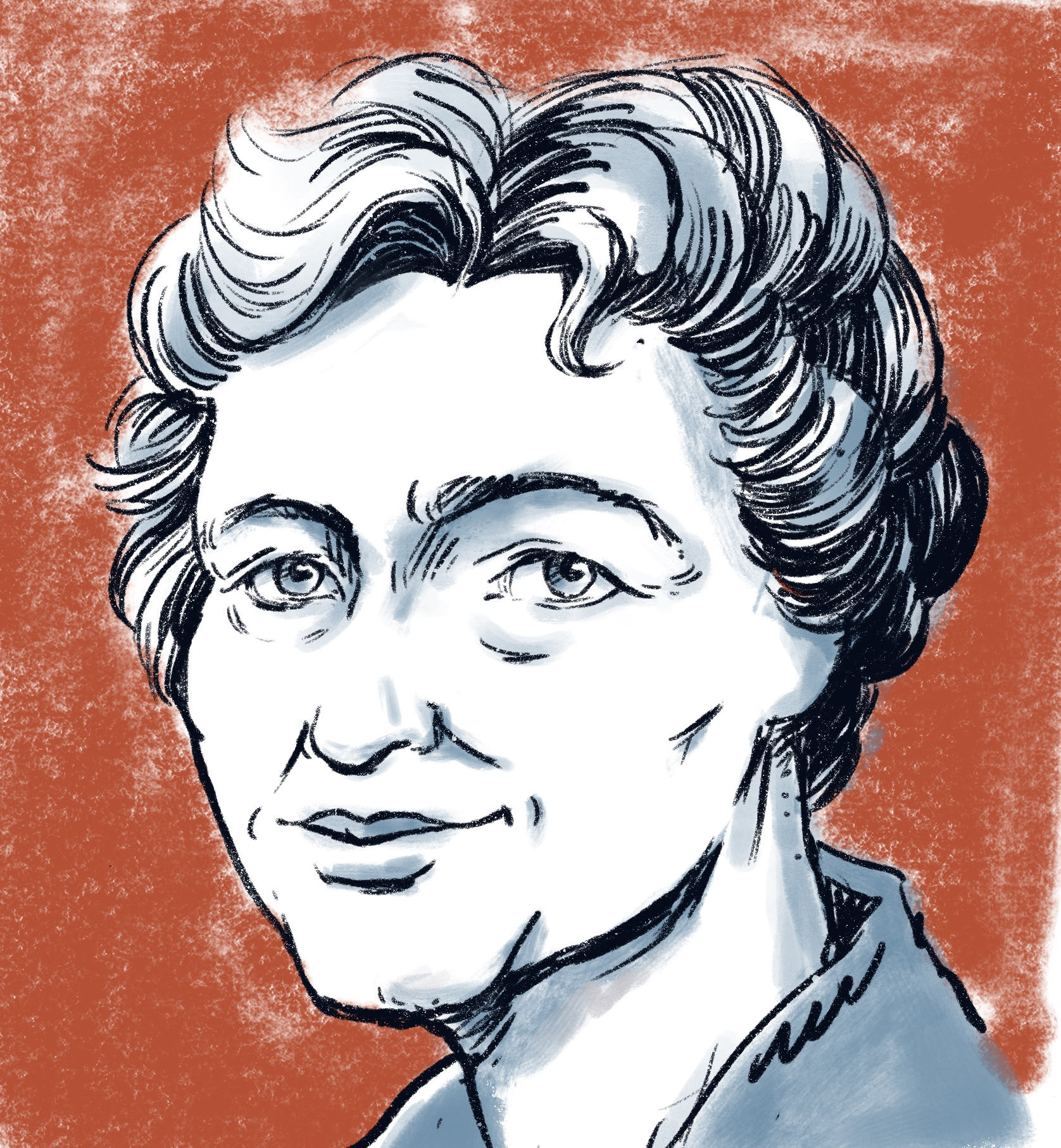
إيفا كولستاد، شخصية رئيسية في تطوير نسوية الدولة الليبرالية في فترة ما بعد الحرب العالمية الثانية في دول الشمال الأوروبية

تجادل سوزان ويندل بأن «النسوية الليبرالية هي تقليد تاريخي نشأ من الليبرالية، كما يمكن رؤيته بوضوح شديد في أعمال النسويات مثل ماري ولستونكرافت وجون ستيوارت ميل، لكن النسويات اللواتي أخذن مبادئ من هذا التقليد طوروا تحليلات وأهداف تتجاوز بكثير تلك الخاصة بالنسويات الليبراليات في القرنين الثامن عشر والتاسع عشر، والعديد من النسويات اللاتي لديهن أهداف واستراتيجيات حُدِدَت على أنها نسوية ليبرالية [...] يرفضن المكونات الرئيسية لليبرالية بالمعنى الحديث أو السياسي الحزبي؛ تسلط الضوء على «تكافؤ الفرص» كسمة مميزة للنسوية الليبرالية».
تعتبر النسوية الليبرالية مصطلحا واسعا للغاية يشمل العديد من الفروع الحديثة المتباينة في كثير من الأحيان ومجموعة متنوعة من وجهات النظر النسوية والسياسية العامة؛ بعض الفروع النسوية الليبرالية تاريخيًا هي نسوية المساواة والنسوية الاجتماعية ونسوية العدالة ونسوية الاختلاف والنسوية الفردانية/التحررية وبعض أشكال نسوية الدولة، ولا سيما نسوية الدولة في دول الشمال. يُخْلًط أحيانًا بين المجال الواسع للنسوية الليبرالية والفرع الأصغر والمعروف باسم النسوية التحررية (بالإنجليزية: libertarian feminism)، والذي يميل إلى الاختلاف كثيرًا عن النسوية الليبرالية السائدة. على سبيل المثال، «لا تتطلب النسوية التحررية تدابير اجتماعية للحد من عدم المساواة المادية؛ في الواقع، إنها تعارض مثل هذه التدابير [...] في المقابل، قد تدعم النسوية الليبرالية مثل هذه المتطلبات وتصر عليها النسخ المتساوية للنسوية».
تلاحظ كاثرين روتنبرغ أن سبب وجود النسوية الليبرالية الكلاسيكية كان «طرح نقد جوهري لليبرالية، وكشف الاستثناءات الجندرية في إعلان الديمقراطية الليبرالية عن المساواة العالمي لا سيما فيما يتعلق بالقانون والوصول المؤسسي والدمج الكامل النساء في المجال العام». تقارن روتنبرغ النسوية الليبرالية الكلاسيكية بالنسوية النيوليبرالية الحديثة التي «تبدو متزامنة تمامًا مع النظام النيوليبرالي المتطور». وفقًا لجانغ وريوس «تميل النسوية الليبرالية إلى أن يتبناها نساء 'التيار الرئيسي' (أي الطبقة الوسطى) اللواتي لا يختلفن مع الهيكل الاجتماعي الحالي». ووجدا أنه يُنظر إلى النسوية الليبرالية على أنها الشكل السائد و «المفترض» للنسوية بسبب تركيزها على المساواة.
وُصِفت بعض الأشكال الحديثة للنسوية التي نشأت تاريخيًا من التقليد الليبرالي الأوسع مؤخرا بأنها محافظة من الناحية النسبية. وهو حال النسوية التحررية خصوصًا التي تصور الناس كمالكين لأنفسهم وبالتالي يحق لهم التحرر من التدخل القسري.

### النسوية الراديكالية

رمز فينوس المندمج مع قبضة مرفوعة هو رمز مشترك من الحركة النسوية الراديكالية، والتي تعتبر واحدة من الحركات النسوية

نشأت الحركة النسوية الراديكالية من الجناح الراديكالي للموجة النسوية الثانية وهي تدعو إلى إعادة ترتيب جذرية في المجتمع للقضاء على سيادة الذكور. وتعتبر أن التسلسل الهرمي الرأسمالي الذي يسيطر عليه الذكور هو السمة المميزة لاضطهاد المرأة وترى بضرورة الاقتلاع الكلي وإعادة بناء المجتمع. لا تدعم النسوية الانفصالية العلاقات المغايرة جنسيا بين الجنسين، وهكذا ترتبط بالنسوية المثلية ارتباطًا وثيقًا. تنتقد النسويات الأخريات النسوية الانفصالية على أنها تميز بين الجنسين.

### الأيديولوجيات المادية

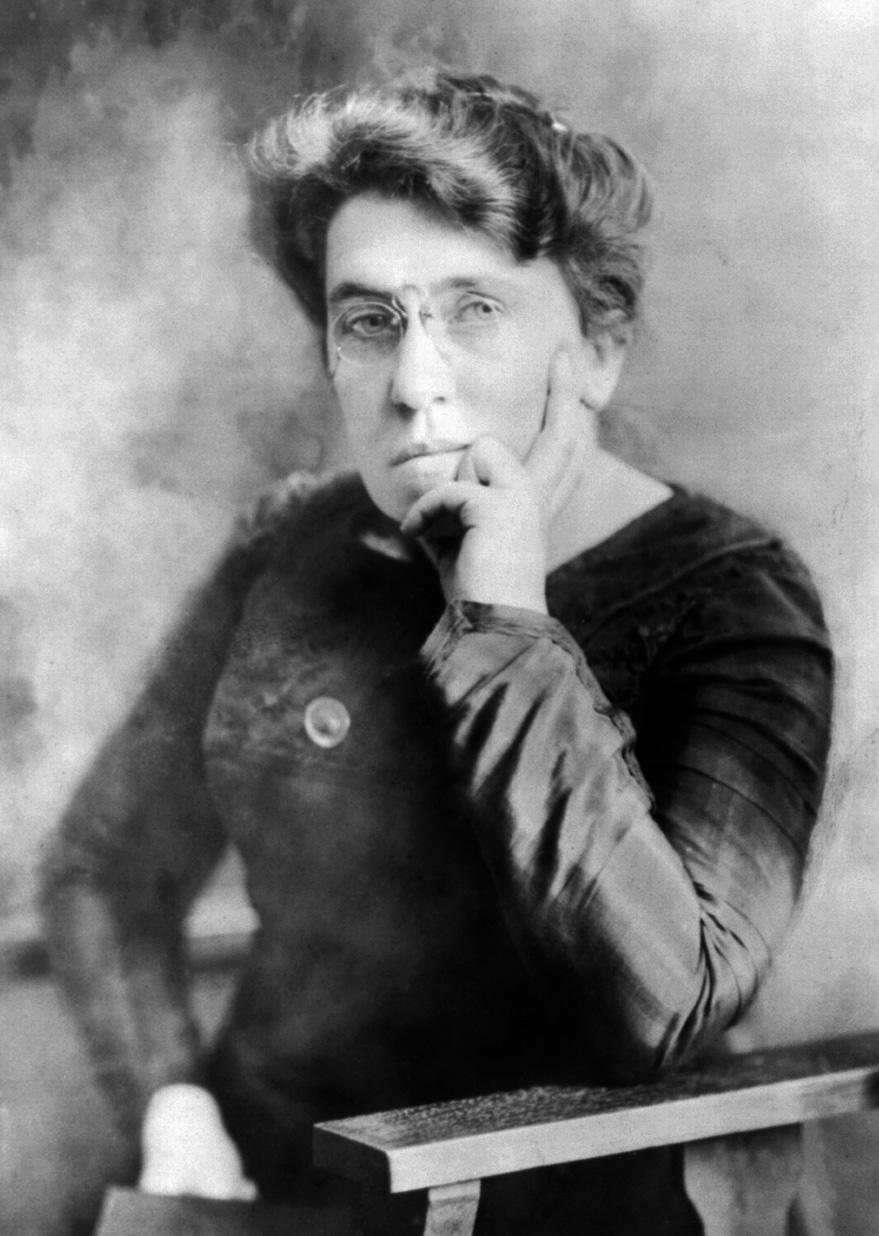
إيما غولدمان، ناشطة نقابية ومنظمة عمالية ونسوية لاسلطوية

تقول روزماري هينيسي وكريس إنغراهام إن الأشكال المادية للنسوية نشأت من الفكر الماركسي الغربي وألهمت عددًا من الحركات المختلفة (والمتداخلة كذلك)، والتي تتشارك جميعها في نقد الرأسمالية وتركز على علاقة الأيديولوجيا بالنساء. تجادل النسوية الماركسية أن الرأسمالية هي السبب الجذري لاضطهاد المرأة وأن التمييز ضد المرأة في الحياة المنزلية والتوظيف هو نتيجة للأيديولوجيات الرأسمالية. تميز النسوية الاشتراكية نفسها عن النسوية الماركسية بالقول إن تحرير المرأة لا يمكن تحقيقه إلا من خلال العمل على إنهاء كل من المصادر الاقتصادية والثقافية لاضطهاد المرأة. تعتقد النسوية اللاسلطوية أن صراع الطبقات واللاسلطوية ضد الدولة تتطلب التكافح ضد النظام الأبوي، والذي مصدره التسلسل الهرمي غير الطوعي.

### الحركات النسوية الحديثة الأخرى

#### النسوية البيئية
ترى النسويات البيئيات أن سيطرة الرجال على الأرض مسؤولة عن اضطهاد النساء وتدمير البيئة الطبيعية. ٱنْتُقِدت النسوية البيئية لتركيزها كثيرًا على العلاقة الروحانية بين المرأة والطبيعة.

#### الأيديولوجيات السوداء وما بعد الاستعمار
تجادل سارا أحمد بأن النسوية السوداء ونسوية ما بعد الاستعمار تشكل تحديًا «لبعض المقدمات المنظمة للفكر النسوي الغربي». قادت الحركات النسوية والتطورات النظرية خلال معظم تاريخها نساء بيض من الطبقة الوسطى من أوروبا الغربية وأمريكا الشمالية في الغالب. واقترحت النساء من الأعراق الأخرى حركات نسوية بديلة. تسارع هذا الاتجاه في ستينيات القرن العشرين مع حركة الحقوق المدنية في الولايات المتحدة ونهاية استعمار أوروبا الغربية في إفريقيا ومنطقة البحر الكاريبي وأجزاء من أمريكا اللاتينية وجنوب شرق آسيا. اقترحت النساء في الدول النامية والمستعمرات السابقة منذ ذلك الوقت ممن لهن لون أو عرقيات مختلفة أو يعشن في فقر حركات نسوية إضافية. ظهرت المرأوية بعد أن كانت الحركات النسوية المبكرة إلى حد كبير من البيض والطبقة الوسطى. تجادل نسويات ما بعد الاستعمار بأن الاضطهاد الاستعماري والنسوية الغربية همَّشا نساء ما بعد الإستعمار لكن لم يحولوهن إلى سلبيات أو بلا صوت. ترتبط نسوية العالم الثالث ونسوية الشعوب الأصليين ارتباطا وثيقا بنسوية ما بعد الاستعمار. تتوافق هذه الأفكار أيضًا مع الأفكار في النسوية الأفريقية، فكرة الأمومة، ستيوانيزم، نسوية نيغو، فيماليزم، والنسوية عبر الوطنية، ونسوية أفريكانا.

#### أيديولوجيات البناء الاجتماعي
في أواخر القرن العشرين، بدأت العديد من النسويات في المجادلة بأن أدوار الجنسين مبنية اجتماعيا، وأنه من المستحيل تعميم تجارب النساء عبر الثقافات والتاريخ. تعتمد نسوية ما بعد البنيوية على فلسفات ما بعد البنيوية والتفكيكية من أجل المجادلة بأن مفهوم الجندر ينشئ اجتماعيًا وثقافيًا من خلال الخطاب. تؤكد نسويات ما بعد الحداثة أيضًا على البناء الاجتماعي للجندر والطبيعة الخطابية للواقع. ومع ذلك، فإن مقاربة ما بعد الحداثة للنسوية تسلط الضوء على «وجود حقائق متعددة (بدلاً من مجرد وجهات نظر الرجال والنساء)» كما كتبت باميلا أبوت وآخرون.

#### المتحولون جنسيا
تميل نسويات الموجة الثالثة إلى النظر إلى النضال من أجل حقوق المتحولين جنسيا كجزء لا يتجزأ من النسوية التقاطعية. تميل نسويات الموجة الرابعة أيضًا إلى أن تكون شاملة للمتحولين جنسيا. قالت رئيسة المنظمة الوطنية للمرأة الأمريكية تيري أونيل إن الكفاح ضد رهاب التحول الجنسي هو قضية نسوية، وأكدت المنظمة الأمريكية الوطنية للمرأة أن «النساء المتحولات جنسيا نساء، والفتيات المتحولات جنسيا فتيات». وجدت العديد من الدراسات أن الأشخاص الذين يعتبرون نسويين يميلون إلى تقبل الأشخاص المتحولين جنسيًا أكثر من أولئك الذين لا يعتبرون أنفسهم كنسويين.
تنتقد الأيديولوجية المعروفة باسم النسويين الراديكاليين المقصين للعابرات (بالإنجليزية: trans-exclusionary radical feminism) (أو باختصار «تيرف» أو النسوية الناقدة للجندر مفهوم الهوية الجندرية، وحقوق المتحولين جنسيًا، وترى أن الجنس البيولوجي غير قابل للتغيير، وأن النساء المتحولات لسن نساء. وصفت نسويات أخريات هذه الآراء بأنها معادية للمتحولين جنسيًا.

#### الحركات الثقافية
استعملت فرقة شغب فتاة مواقف معادية للشركات تتمثل في الاكتفاء الذاتي والاعتماد على الذات. يبدو تركيز فرقة شغب فتاة على الهوية الأنثوية العالمية والانفصالية متحالفًا بشكل وثيق مع الموجة النسوية الثانية أكثر من الموجة النسوية الثالثة. شجعت الحركة وجعلت «وجهات نظر الفتيات المراهقات مركزية»، مما سمح لهن بالتعبير عن أنفسهن بشكل كامل. تعتبر الحركة النسوية لأحمر الشفاه حركة نسوية ثقافية تحاول الرد على رد الفعل العنيف الذي واجهته النسوية الراديكالية في الموجة النسوية الثانية في ستينيات وسبعينيات القرن العشرين من خلال استعادة رموز الهوية «الأنثوية» مثل المكياج والملابس الموحية والإيحاء الجنسي كاختيارات شخصية تمكينية وصالحة.

## التركيبة السكانية
وفقًا لاستطلاع إبسوس لعام 2014 الذي شمل 15 دولة متقدمة وصف 53% ممن سُئِلوا أنفسهم على أنهم نسويون، واتفق 87% على أنه «يجب معاملة النساء على قدم المساواة مع الرجال في جميع المجالات على أساس كفاءتهن، وليس جنسهن». ومع ذلك، وافقت 55% فقط من النساء على «المساواة الكاملة مع الرجال وحرية الوصول إلى أحلامهن وتطلعاتهن الكاملة». تعكس هذه الدراسات المجتمعة أهمية التمييز بين الادعاء ب«الهوية النسوية» والالتزام ب«المواقف أو المعتقدات النسوية».

### الولايات المتحدة الأمريكية
يصف 18% من الأمريكيين أنفسهم على أنهم «نسويون» وفقًا لاستطلاع عام 2015، في حين أن 85% نسويون في الممارسة العملية حيث ذكروا أنه م يؤمنن «بالمساواة للمرأة». على الرغم من الاعتقاد السائد بما تمثله النسوية، فإن 52% لم يصفوا أنفسهم بأنهم نسويون، وكان 26% غير متأكدين، ولم يقدم 4% أي رد.
تظهر الأبحاث السوسيولوجية أنه في الولايات المتحدة، يرتبط التحصيل العلمي المتزايد بدعم أكبر للقضايا النسوية. بالإضافة إلى ذلك، من المرجح أن يدعم الأشخاص الليبراليون سياسيًا القضايا النسوية مقارنة بمن هم محافظون.

### المملكة المتحدة
يصف 7% من البريطانيين أنفسهم على أنهم «نسويون» وفقًا لاستطلاع عام 2015، في حين ذكر 83% أنهم نسويون في الممارسة العملية حيث ذكروا أنهم يدعمون تكافؤ الفرص للنساء - وشمل ذلك دعمًا أعلى من قبل الرجال (86%) على دعم النساء لذلك (81%).

## الجنسانية
تختلف الآراء النسوية حول الجنسانية وتتعددُ باختلاف الفترة التاريخية والسياق الثقافي. اتخذت المواقف النسوية تجاه الجنس الأنثوي عدة اتجاهات مختلفة. كانت مسائل مثل صناعة الجنس والتمثيل الجنسي في وسائل الإعلام والقضايا المتعلقة بالموافقة على ممارسة الجنس في ظل ظروف هيمنة الذكور مثيرة للجدل خصوصًا بين النسويات. بلغ هذا الجدل ذروته في أواخر سبعينيات وثمانينيات القرن العشرين، فيما أصبح يُعرف باسم حروب الجنس النسوية، والتي اختلفت فيها أراء النسوية المعارضة للمواد الإباحية ضد النسوية المؤيدة للجنس للمواد الإباحية، وانقسمت أجزاء من الحركة النسوية بعمق بسبب هذه المناقشات. اتخذ دعاة حقوق المرأة مواقف متنوعة بشأن جوانب مختلفة من الثورة الجنسية منذ ستينيات وسبعينيات القرن العشرين. قبل عدد كبير من النساء المؤثرات على مدار السبعينيات النساء المثليات ومزدوجات التوجه الجنسي كجزء من النسوية.

### صناعة الجنس
تتنوع الآراء النسوية حول صناعة الجنس. ترى النسويات اللاتي ينتقدن صناعة الجنس أنها نتيجة استغلالية للهياكل الاجتماعية الأبوية التي تعزز المواقف الجنسية والثقافية المتواطئة في الاغتصاب والتحرش الجنسي. في حين تجادل النسويات اللواتي تدعمن جزءًا على الأقل من صناعة الجنس بأنها يمكن أن تكون وسيلة للتعبير النسوي ووسيلة للنساء للسيطرة على حياتهن الجنسية. للحصول على آراء النسوية حول البغايا الذكور، انظر المقالة الخاصة بدعارة الذكور.
تتراوح وجهات النظر النسوية حول المواد الإباحية من إدانة المواد الإباحية كشكل من أشكال العنف ضد المرأة إلى احتضان بعض أشكال المواد الإباحية كوسيلة للتعبير النسوي. وتختلف آراء النسويات حول الدعارة بالمثل وتتراوح من النقد إلى الداعم.

### تأكيد الاستقلال الجنسي للإناث
يُعْتَبر حق المرأة في التحكم في حياتها الجنسية قضية أساسية بالنسبة للنسويات. تجادل النسويات مثل كاثرين ماكينون بأن النساء ليس لديهن سيطرة تذكر على أجسادهن، حيث يُتَحَكَم في النشاط الجنسي الأنثوي ويُحَدَد إلى حد كبير من قبل الرجال في المجتمعات الأبوية. تجادل النسويات بأن العنف الجنسي الذي يرتكبه الرجال غالبًا ما يكون متجذرًا في أيديولوجيات الاستحقاق الجنسي للذكور وأن هذه الأنظمة تمنح النساء عددًا قليلاً جدًا من الخيارات المشروعة لرفض المقدمات الجنسية. تجادل النسويات بأن جميع الثقافات تهيمن عليها بطريقة أو بأخرى الأيديولوجيات التي تحرم النساء إلى حد كبير من الحق في تقرير كيفية التعبير عن حياتهن الجنسية، لأن الرجال يشعرون أنه يحق لهم تعريف الجنس وفقًا لشروطهم الخاصة في ظل النظام الأبوي. يمكن أن يتخذ هذا الاستحقاق أشكالًا مختلفة اعتمادًا على الثقافة. يُنظر إلى الزواج في بعض الثقافات المحافظة والدينية على أنه مؤسسة تتطلب أن تكون الزوجة متاحة جنسيًا في جميع الأوقات تقريبًا بلا حدود؛ وبالتالي، فإن إجبار الزوجة على ممارسة الجنس أو إكراهها على ذلك لا يعتبر جريمة أو حتى سلوكًا مسيئًا. يأخذ هذا الاستحقاق شكل الجنسنة العامة للثقافة كلها في الثقافات الأكثر ليبرالية. يلعب هذا دورا في التشييء الجنسي للمرأة، مع خلق المواد الإباحية وغيرها من أشكال الترفيه الجنسي خيالًا مفاده أن جميع النساء موجودات فقط من أجل المتعة الجنسية للرجال وأن النساء متاحات بسهولة ويرغبن في ممارسة الجنس في أي وقت مع أي رجل وبشروطه. جادلت الناشطة النسوية آن كويدت في مقالها بعنوان استعمال «أسطورة النشوة المهبلية» (بالإنجليزية: The Myth of the Vaginal Orgasm) في عام 1968 أن «بيولوجيا المرأة ونشوة البظر لم تُحَلَل وتُنْشَر بشكل صحيح، لأن الرجال لديهم هزات الجماع أساسًا عن طريق الاحتكاك بالمهبل» وليس بمساحة البظر.

## العلوم
تقول ساندرا هاردينغ إن «الرؤى الأخلاقية والسياسية للحركة النسوية ألهمت علماء الاجتماع وعلماء الأحياء عن طرح أسئلة نقدية حول الطرق التي يشرح بها الباحثون التقليديون الجندر والجنس والعلاقات داخل وبين العالمين الاجتماعي والطبيعي.» انتقدت بعض النسويات مثل روث هابارد وايفلين فوكس كيلر الخطاب العلمي التقليدي بأنه منحاز تاريخيا نحو منظور الذكور. يعتبر فحص الطرق التي يُخْلَق من خلالها عدم تكافؤ القوة أو تعزيزه في المؤسسات العلمية والأكاديمية جزء من أجندة البحث النسوي. قالت الفيزيائية ليزا راندال «أريد فقط أن أرى مجموعة أخرى من النساء يدخلن هذا المجال، حتى ينتفي داعي ظهور هذه القضايا بعد الآن». عُيِنت الفيزيائية ليزا راندال في فريق عمل في جامعة هارفارد من قبل رئيس الجامعة حينها لورانس سامرز بعد مناقشته المثيرة للجدل حول سبب نقص تمثيل المرأة في العلوم والهندسة.
كتبت لين هانكينسون نيلسون أن النسويات التجريبيات يجدن اختلافات جوهرية بين تجارب الرجال والنساء. وبالتالي، فإنهن يسعين للحصول على المعرفة من خلال فحص تجارب النساء و«الكشف عن عواقب إغفالها أو إساءة وصفها أو التقليل من قيمتها» لحساب مجموعة من التجارب البشرية. يعتبر الكشف عن الطرق التي يُخْلَق أو يُعزز من خلالها عدم المساواة في السلطة في المجتمع والمؤسسات العلمية والأكاديمية جزء آخر من أجندة البحث النسوي. علاوة على ذلك، نادرًا ما تظهر التحليلات الهيكلية للتحيز على أساس الجنس في المجلات النفسية التي يُسُتَشهد بها كثيرًا على الرغم من الدعوات لإيلاء اهتمام أكبر لهياكل عدم المساواة بين الجنسين في الأدبيات الأكاديمية، ولا سيما في مجالات علم النفس والشخصية المدروسة بشكل شائع.
يتمثل أحد انتقادات نظرية المعرفة النسوية في أنها تسمح للقيم الاجتماعية والسياسية بالتأثير على نتائجها. تشير سوزان هاك أيضًا إلى أن نظرية المعرفة النسوية تعزز الصور النمطية التقليدية حول تفكير المرأة (مثل أن المرأة بديهية وعاطفية، إلخ). كما تحذر ميرا ناندا من أن هذا قد يؤدي في الواقع إلى حبس النساء ضمن «الأدوار التقليدية للجنسين ويساعد في تبرير النظام الأبوي».

### علم الأحياء والجنس
تتحدى النسوية الحديثة النظرة الجوهرية للجندر باعتبارها بيولوجية جوهريًا. يستكشف كتاب آن فاوستو-ستيرلينغ بعنوان أساطير الجندر (بالإنجليزية: Myths of Gender) على سبيل المثال الافتراضات المتجسدة في البحث العلمي والتي تدعم وجهة نظر بيولوجية ماهوية عن الجندر. ترفض كورديليا فاين في كتاب أوهام الجندر الأدلة العلمية التي تشير إلى وجود اختلاف بيولوجي فطري بين عقول الرجال والنساء، مؤكدة بدلاً من ذلك أن المعتقدات الثقافية والمجتمعية هي سبب الاختلافات بين الأفراد التي يُنظر إليها عمومًا على أنها اختلافات بين الجنسين.

### علم النفس النسوي
ظهر النسوية في علم النفس كنقد لنظرة الذكور المهيمنة على البحث النفسي حيث تمت دراسة وجهات نظر الذكور فقط مع جميع الذكور. قُدِمَت الإناث وقضاياهن كمواضيع مشروعة للدراسة عندما حصلت النساء على درجة الدكتوراه في علم النفس. يؤكد علم النفس النسوي على السياق الاجتماعي والتجربة الحية والتحليل النوعي. ظهرت مشاريع لفهرسة تأثير علماء النفس النسويين على التخصص مثل أصوات النسوية في علم النفس.

## الثقافة

### التصميم
هناك تاريخ طويل من النشاط النسوي في تخصصات التصميم مثل التصميم الصناعي والتصميم الغرافيكي وتصميم الأزياء. استكشف هذا العمل موضوعات مثل الجمال وافعلها بنفسك والأساليب الأنثوية للتصميم والمشاريع المجتمعية. تتضمن بعض الكتابات الأيقونية في المجال مقالات شيريل باكلي عن التصميم والنظام الأبوي ومقال جوان روتشيلد بعنوان «التصميم والنسوية: إعادة رؤية المساحات والأماكن والأشياء». استكشف بحث إيزابيل بروشنر في الآونة الأخيرة كيف يمكن لوجهات النظر النسوية أن تدعم التغيير الإيجابي في التصميم الصناعي، مما يساعد على تحديد المشاكل الاجتماعية النظامية وأوجه عدم المساواة في التصميم وتوجيه حلول التصميم المستدامة اجتماعياً والشعبية.

### الأعمال
أنشأت الناشطات النسويات مجموعة من الأعمال النسوية بما في ذلك المكتبات النسوية والاتحادات الائتمانية والمطابع وكتالوغات الطلبات عبر البريد والمطاعم. ازدهرت هذه الأعمال كجزء من الموجتين النسويتين الثانية والثالثة في سبعينيات وثمانينيات وتسعينيات القرن العشرين.

### الفنون البصرية
بدأت الحركة الفنية النسوية في ستينيات وازدهرت طوال سبعينيات القرن العشرين وذلك بالتزامن مع التطورات العامة داخل النسوية والتي تضمنت غالبًا تكتيكات التنظيم الذاتي مثل مجموعة رفع الوعي. وصف جيريمي ستريك مدير متحف الفنون المعاصرة في لوس أنجلوس حركة الفن النسوية بأنها «الحركة الدولية الأكثر تأثيرًا خلال فترة ما بعد الحرب»، وتقول الباحثة النسوية بيغي فيلان إنها «أحدثت أكبر قدر من الوصول إلى التحولات في كل من صناعة الفن والكتابة الفنية على مدى العقود الأربعة الماضية». قالت الفنانة النسوية جودي شيكاغو في عام 2009 لـمجلة «آرت نيوز»: «لا يزال هناك تأخر مؤسسي وإصرار على سرد ذكوري مركزية أوروبية. نحن نحاول تغيير المستقبل: لجعل الفتيات والفتيان يدركون أن فن المرأة ليس استثناءً - إنه جزء طبيعي من تاريخ الفن». وكانت الفنانة النسوية جودي شيكاغو قد أنشأت العمل الفني حفلة العشاء وهي مجموعة من الأطباق الخزفية تصور «فرج المرأة» كموضوع فني في سبعينيات القرن العشرين. وُضِعت مقاربة نسوية للفنون البصرية في الآونة الأخيرة من خلال النسوية الإلكترونية وحالة ما بعد الإنسان وإعطاء صوت لطرق «الفنانات المعاصرة التي تتعامل مع الجنس ووسائل الاعلام الاجتماعية وفكرة التجسيد».

### المؤلفات الأدبية

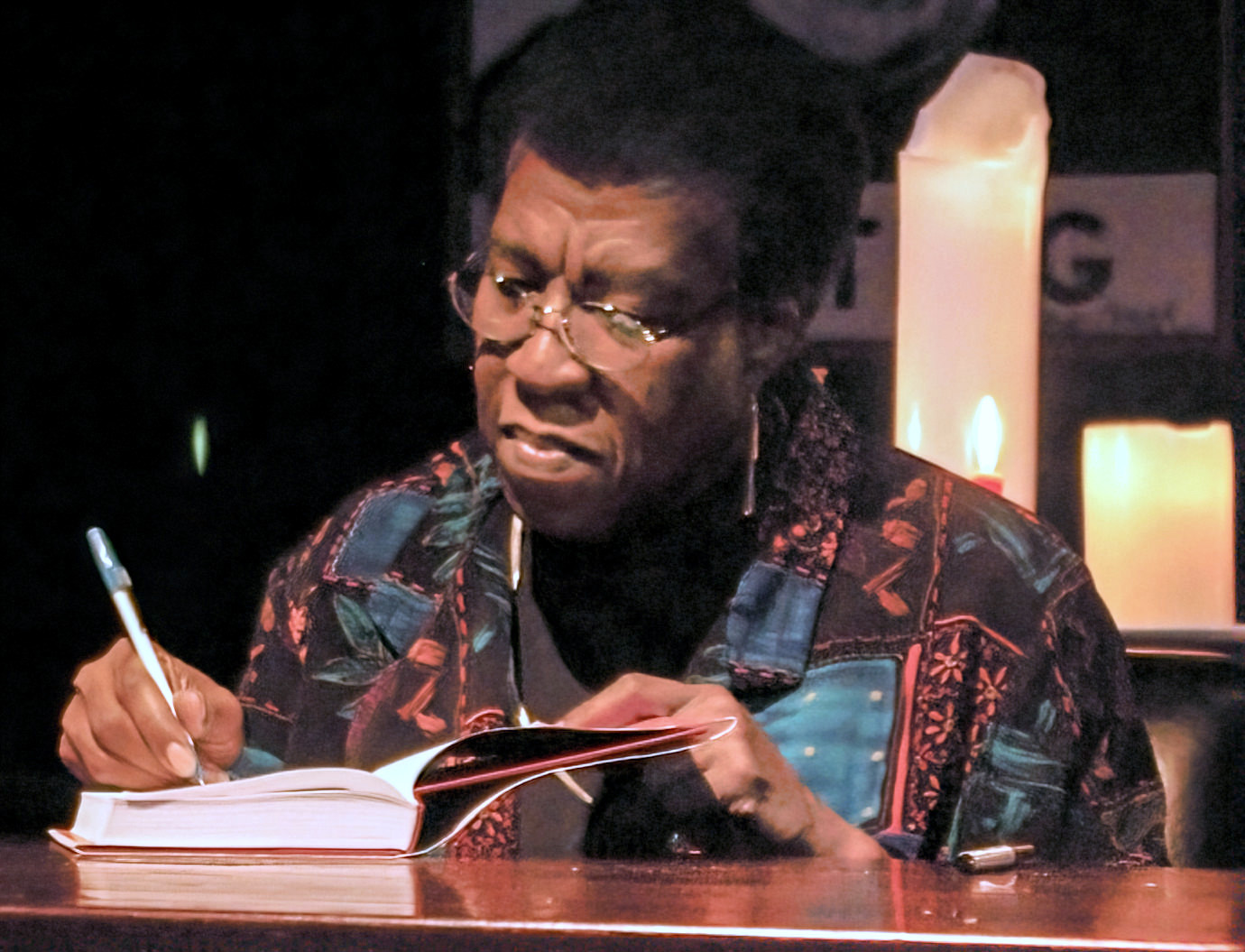
أوكتافيا إي بتلر، مؤلفة خيال علمي نسوية حائزة على عدة جوائز

أنتجت الحركة النسوية أدبا خياليا نسويًا وأدبا غير خيالي نسويًا وشعرًا نسويًا مما خلق اهتمامًا جديدًا بالكتابة النسوية. كما أدى إلى إعادة تقييم عامة لمساهمات المرأة التاريخية والأكاديمية استجابة للاعتقاد بأن حياة المرأة ومساهماتها ممثلة تمثيلا ناقصا كمجالات ذات اهتمام أكاديمي. كما كان هناك ارتباط وثيق بين الأدب النسوي والنشاط النسوي، حيث تعبر الكتابة النسوية عادةً عن الاهتمامات أو الأفكار الرئيسية للنسوية في عصر معين.
خُصِص جزء كبير من الفترة المبكرة من النصوص الأدبية النسوية لإعادة اكتشاف واستعادة النصوص التي كتبها النساء. أصرت بعض النصوص الدراسية الأدبية النسوية الغربية فتحت آفاقا جديدة لجدالها بأن المرأة كانت دائما تكتب، بعض الدراسات تشمل أم الرواية (بالإنجليزية: Mothers of the Novel) (1986) للكاتبة ديل سبندر، وصعود المرأة الروائية (بالإنجليزية: The Rise of the Woman Novelist) (1986) للكاتبة جين سبنسر. بدأت المطابع المختلفة مهمة إعادة إصدار النصوص التي نفدت طبعاتها منذ فترة طويلة بما يتناسب مع هذا النمو في الاهتمام الأكاديمي. بدأت مطبعة فيراغو بنشر قائمتها الكبيرة لروايات القرن التاسع عشر وأوائل القرن العشرين في عام 1975 وأصبحت واحدة من أولى المطابع التجارية التي انضمت إلى مشروع الاستصلاح. أصدرت مطبعة باندورا المسؤولة عن نشر دراسة سبيندر في ثمانينيات القرن العشرين خطًا مصاحبًا لروايات القرن الثامن عشر كتبها نساء. استمرت مطبعة برودفيو في الآونة الأخيرة في إصدار روايات من القرنين الثامن عشر والتاسع عشر. لدى جامعة كنتاكي سلسلة من إعادة نشر الروايات النسائية المبكرة.
أصبحت بعض الأعمال الأدبية تُعرف بالنصوص النسوية الرئيسية. يعتبر كتاب دفاعا عن حقوق المرأة (1792) للكاتبة ماري وولستونكرافت أحد أقدم أعمال الفلسفة النسوية. تمت الإشارة إلى كتاب غرفة تخص المرء وحده بقلم فرجينيا وولف كحجتها الخاصة بمساحة حرفية وتصويرية للكاتبات ضمن تقليد أدبي يهيمن عليه النظام الأبوي. يرتبط الاهتمام الواسع بكتابة المرأة بإعادة تقييم عامة وتوسيع للأثر الأدبي. أدى الاهتمام بأدب ما بعد الاستعمارية وأدب المثليين والمثليات والكتابة من قبل الأشخاص الملونين وكتابات الطبقة العمالية والإنتاج الثقافي للمجموعات المهمشة تاريخيًا إلى توسع كامل في ما يعتبر «أدبًا»، وأنواع الأدب التي لم تكن كذلك حتى الآن تعتبر «أدبية»، مثل كتابات الأطفال والمجلات والخطابات وكتابات السفر والعديد من الموضوعات الأخرى التي أصبحت الآن مواضيع اهتمام العلماء. خضعت معظم الأنواع والأنواع الفرعية الأدبية لتحليل مماثل، لذلك دخلت الدراسات الأدبية مناطق جديدة مثل «الأنثى القوطية» أو الخيال العلمي النسوي.
يُعْتَبر «الخيال العلمي والخيال يعملان كأدوات مهمة للفكر النسوي، لا سيما كجسور بين النظرية والتطبيق» وفقًا لإيليس راي هيلفورد. يُدَرس الخيال العلمي النسوي على مستوى الجامعة أحيانًا لاستكشاف دور التركيبات الاجتماعية في فهم الجندر. تشمل النصوص البارزة من هذا النوع الأدبي: اليد اليسرى للظلام (1969) للكاتبة أورسولا لي غوين، الرجل الأنثى (1970) للكاتبة جوانا روس، أقارب (1979) للكاتبة أوكتافيا إي بتلر وحكاية الأمة (1985) للكاتبة مارغريت آتوود.
لعب الأدب غير الخيالي النسوي دورًا مهمًا في التعبير عن المخاوف بشأن التجارب التي تعيشها النساء. كانت رواية أعرف لماذا يغرد الطائر الحبيس للكاتبة مايا أنجيلو على سبيل المثال مؤثرة للغاية، لأنها جسدت العنصرية والتمييز الجنسي الذي تعيشه النساء السود اللاتي نشأن في الولايات المتحدة.
تبنت العديد من الحركات النسوية بالإضافة إلى ذلك الشعر كوسيلة يمكن من خلالها إيصال الأفكار النسوية للجمهور العام من خلال المختارات والمجموعات الشعرية والقراءات العامة.
استخدمت النسويات علاوة على ذلك أعمالًا كتابية تاريخية للنساء للتحدث عما كانت ستبدو عليه حياة النساء في الماضي، مع إظهار القوة التي كانت لديهن وتأثيرهن في مجتمعاتهن حتى قبل قرون. تعتبر هروتسفيثا شخصية مهمة في تاريخ المرأة فيما يتعلق بالأدب. كانت هروتسفيثا على كنسية بين أعوام 935 و 973. تعتبر هروتسفيثا كأول امرأة شاعرة وأول امرأة مؤرخة في الأراضي الألمانية واحدة من عدد قليل من الناس الذين تحدثو عن حياة المرأة من وجهة نظر امرأة خلال العصور الوسطى.

### الموسيقى

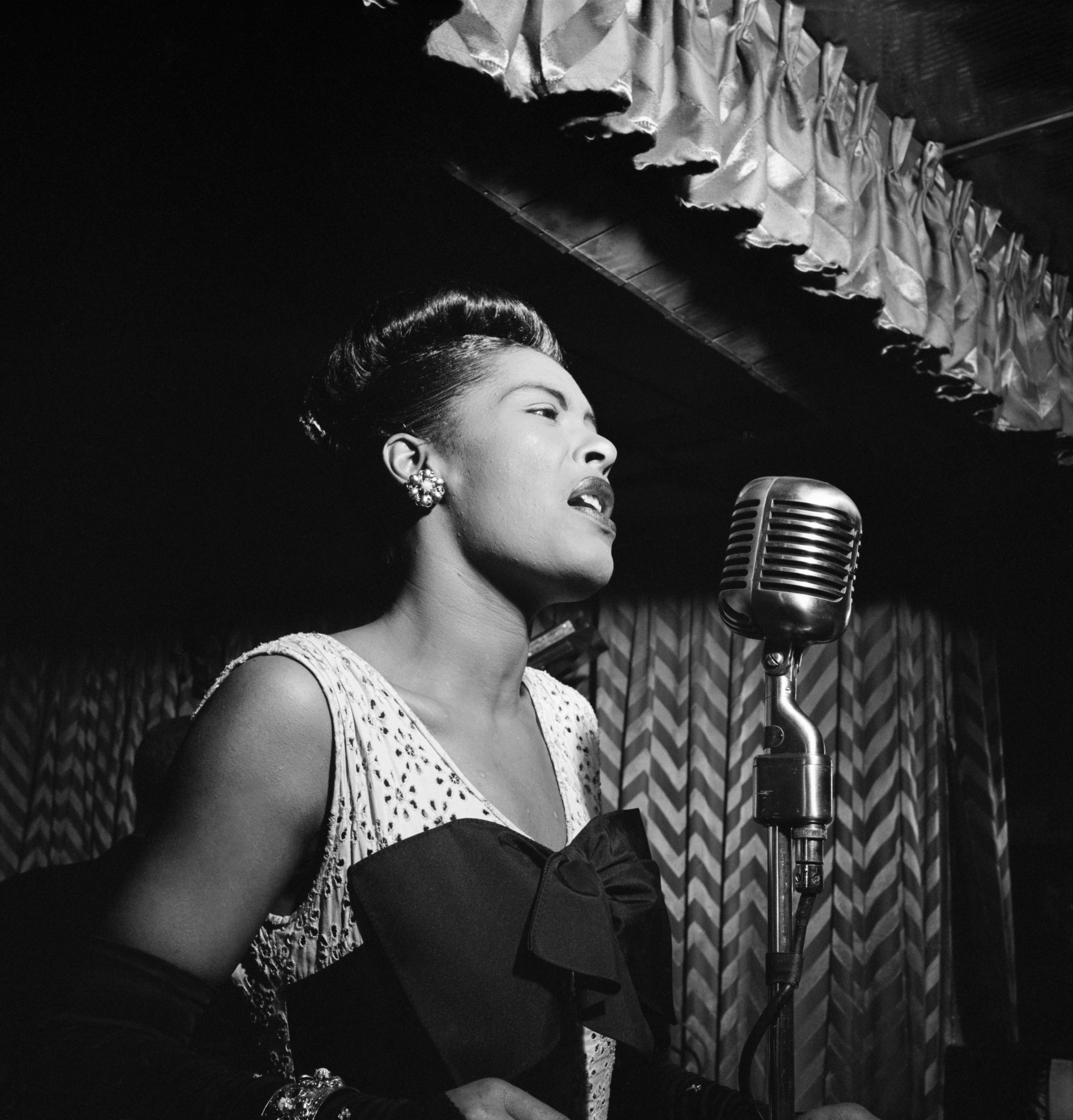
مغنية الجاز وكاتبة الأغاني الأمريكية بيلي هوليداي في مدينة نيويورك عام 1947

موسيقى النساء (أو موسيقى womyn أو موسيقى wimmin) هي موسيقى من قبل النساء وموجهة للنساء وحول النساء. ظهر هذا النوع الموسيقي كتعبير موسيقي من الموجة النسوية الثانية وكذلك من الحركة العمالية وحركة الحقوق المدنية وحركة السلام. بدأت الحركة من قبل نساء مثليات الجنس مثل كريس ويليامسون وميغ كريستيان ومارجي آدم، ومن قبل ناشطات أمريكيات من أصل أفريقي مثل بيرنيس جونسون ريغون وفرقتها العسل الحلو في الصخرة، ومن قبل ناشطة السلام هولي نير. تشير موسيقى النساء أيضا لهذه الصناعة على نطاق أوسع من الموسيقى النسائية التي تتجاوز الفنانين لتشمل موسيقيات الاستوديو والمنتجات ومهندسات الصوت والتقنيات وفنانات الغطاء والموزعات والمروجات ومنظمات المهرجان من النساء. تعتبر شغب فتاة فرقة غنائية تحت الأرض نسوية هاردكور بانك ذُكِرَت في قسم الحركات الثقافية في هذه المقالة.
أصبحت النسوية الشغل الشاغل لعلماء الموسيقى في ثمانينيات القرن العشرين كجزء من علم الموسيقى الجديد. بدأ علماء الموسيقى في اكتشاف مؤلفات وفنانات من النساء في سبعينيات القرن العشرين وبدأوا في مراجعة مفاهيم المرجعية والعبقرية والنوع والتاريخ من منظور نسوي. بعبارة أخرى، طُرِح السؤال عن كيفية تناسب النساء الموسيقيات مع تاريخ الموسيقى التقليدية. استمر هذا الاتجاه خلال عقدي 1980 و 1990 حين بدأ علماء الموسيقى مثل سوزان مكلاري ومارشا سيترون وروث سولي في النظر في الأسباب الثقافية لتهميش النساء من قبل مجموعات العمل. فُحِصت عدة موضوعات ومفاهيم خلال ذلك الوقت مثل الموسيقى كالخطاب الجندري والاحترافية واستقبال الموسيقى النسائية وفحص مواقع الإنتاج الموسيقي والثروة النسبية وتعليم المرأة ودراسات الموسيقى الشعبية فيما يتعلق بهوية المرأة والأفكار الأبوية في تحليل الموسيقى ومفاهيم الجنس والاختلاف.
كان من غير المرجح أن تتقلد النساء مناصب قيادية كأن تكون قائدة لأوركسترا على الرغم أن صناعة الموسيقى كانت منذ فترة طويلة منفتحة على وجود النساء في الأدوار الأدائية أو الترفيهية. على الرغم من تسجيل العديد من النساء المطربات للأغاني في الموسيقى الشائعة، يوجد عدد قليل جدا من النساء وراء وحدة الصوت كمنتجات الموسيقى أو مخرجات أو مديرات لعملية التسجيل.

### السينما
نشأت السينما النسوية التي تدافع عن وجهات النظر النسوية أو توضحها إلى حد كبير مع تطور نظرية الفيلم النسوي في أواخر ستينيات وأوائل سبعينيات القرن العشرين. حفز النقاش السياسي والتحرر الجنسي النساء الراديكاليات خلال ستينيات القرن العشرين على تشكيل مجموعات توعية والبدء في تحليل بناء السينما السائد للمرأة من وجهات نظر مختلفة؛ وذلك بعد فشل الراديكالية في إحداث تغيير جوهري للنساء. كانت الاختلافات ملحوظة خصوصًا بين النسويات على جانبي المحيط الأطلسي. شهد عام 1972 أول مهرجانات سينمائية نسوية في الولايات المتحدة والمملكة المتحدة بالإضافة إلى أول مجلة أفلام نسوية: «النساء والفيلم» (بالإنجليزية: Women and Film). شملت الرائدات من هذه الفترة كلير جونستون ولورا مولفي اللتان نظمتا حدثا للمرأة في مهرجان إدنبرة السينمائي الدولي. كان للمنظرات الأخريات تأثير قوي على الأفلام النسوية، من بينهن تيريزا دي لوريتيس وآنيكي سميليك وكاجا سيلفرمان. غذت المقاربات في الفلسفة والتحليل النفسي النقد السينمائي النسوي والفيلم المستقل النسوي والتوزيع النسوي.
قيل أن هناك طريقتان متميزتان لصناعة الأفلام النسوية المستقلة والمستوحاة من الناحية النظرية. تهتم الطريقة الأولى المتمثلة في «التفكيكية» بتحليل وتفكيك رموز السينما السائدة بهدف خلق علاقة مختلفة بين المتفرج والسينما المهيمنة. في حين تجسد الطريقة الثانية المتمثلة في الثقافة النسائية المضادة الكتابة الأنثوية للتحقيق في لغة سينمائية أنثوية على وجه التحديد. اخترعت الفيلسوفة براخا إل. إيتنغر «نظرة المصفوفة» (بالإنجليزية: The Matrixial Gaze) كحقل من المفاهيم التي تخدم البحث في السينما من منظور أنثوي. تتضمن لغة إيتنغر مفاهيم أصلية لاكتشاف وجهات النظر الأنثوية. يستخدم العديد من الكتاب في مجالات نظرية الفيلم والفن المؤقت «نظرية الكرة المصفوفة» لإتينغر (الكرة الأمومية).
كان وضع المرأة في الصناعة سيئًا للغاية خلال ذروة استوديوهات هوليوود الكبرى في الثلاثينيات والخمسينيات من القرن العشرين. ومنذ ذلك الحين قامت المخرجات الإناث بإخراج أفلام فنية مثل سالي بوتر وكاثرين برييا وكلير دينيس وجين كامبيون. كما قامت مخرجات إناث بإخراج أفلام حققت نجاحات سائدة مثل كاثرين بيغلو وباتي جنكينز. ركد هذا التقدم في تسعينيات القرن العشرين، إذ يفوق عدد الرجال عدد النساء بخمسة إلى واحد خلف أدوار الكاميرا.

## السياسة

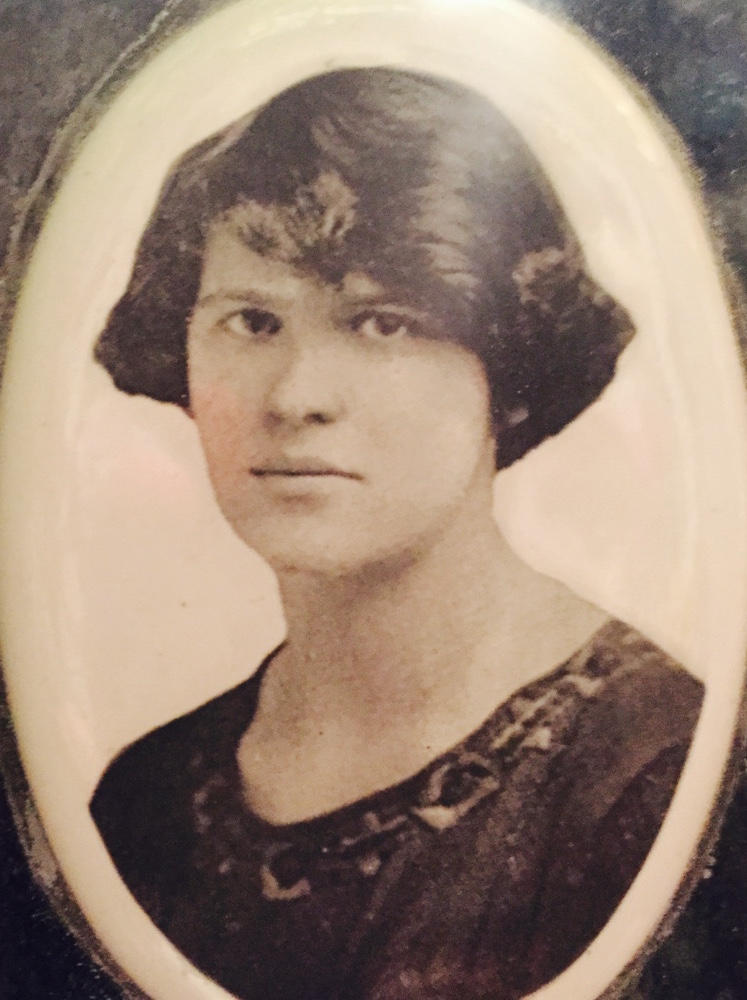
ٱعْدِمت ناشطة حق النساء في التصويت البريطانية المولد روز كوهين في التطهير الكبير الذي نفذه يوسف ستالين في عام 1937، بعد شهرين من إعدام زوجها السوفيتي.

كان للنسوية تفاعلات معقدة مع الحركات السياسية الرئيسية في القرن العشرين.

### الاشتراكية
تحالفت بعض النسويات مع الاشتراكية منذ أواخر القرن التاسع عشر، بينما انتقد البعض الأيديولوجية الاشتراكية لكونها غير مهتمة بشكل كاف بحقوق المرأة. نشر ناشط مبكر في الحزب الديمقراطي الاجتماعي الألماني أوغست بيبل كتابه «المرأة والاشتراكية» (بالألمانية: Die Frau und der Sozialismus) جنبًا إلى جنب مع النضال من أجل المساواة في الحقوق بين الجنسين والمساواة الاجتماعية عمومًا. ٱقيم مؤتمر دولي للنساء الاشتراكيات في شتوتغارت في عام 1907 حيث وُصف حق التصويت بأنه أداة للنضال الطبقي. دعت كلارا زتكن من الحزب الاشتراكي الديمقراطي الألماني إلى منح المرأة حق الاقتراع لبناء «نظام اشتراكي، والنظام الوحيد الذي سيسمح لإيجاد حل جذري لقضايا النساء».
كانت الحركة النسوية في بريطانيا متحالفة مع حزب العمال البريطاني. ظهرت بيتي فريدان في الولايات المتحدة من خلفية راديكالية لتتولى دورا رياديا. تعتبر منظمة النساء الراديكاليات أقدم منظمة نسوية اشتراكية في الولايات المتحدة وتزال نشطة للآن. قادت دولوريس إيباروري (المعروفة بلقب «زهرة العاطفة» (بالإسبانية: La Pasionaria) الحزب الشيوعي الإسباني خلال الحرب الأهلية الإسبانية. عارضت دولوريس إيباروري النساء اللواتي يقاتلن في الجبهة واشتبكت مع النسوية اللاسلطوية «نساء حرات» (بالإسبانية: Mujeres Libres)، وذلك على الرغم من أنها دعمت الحقوق المتساوية للمرأة.
تضمنت النسويات في أيرلندا في أوائل القرن 20 من النسوية الثورية الاشتراكية والجمهوريانية الأيرلندية والناشطة في حق التصويت للنساء كونستانس ماركيفيتش التي كانت في عام 1918 أول امرأة ٱنتخبت لعضوية مجلس العموم البريطاني. ولكنها لم تشغل مقعدها فيه تمشيا مع سياسة الامتناع عن التصويت لحزب شين فين. أُعِيد انتخابها لعضوية الفترة البرلمانية لدويل أيرن الثانية في الانتخابات الأيرلندية في عام 1921. كما كانت أيضًا قائدة لجيش المواطنين الأيرلنديين الذي قاده القائد الأيرلندي جيمس كونولي الذي يعتبر نفسه اشتراكيا ونسويا خلال ثورة عيد الفصح في عام 1916.

### الفاشية

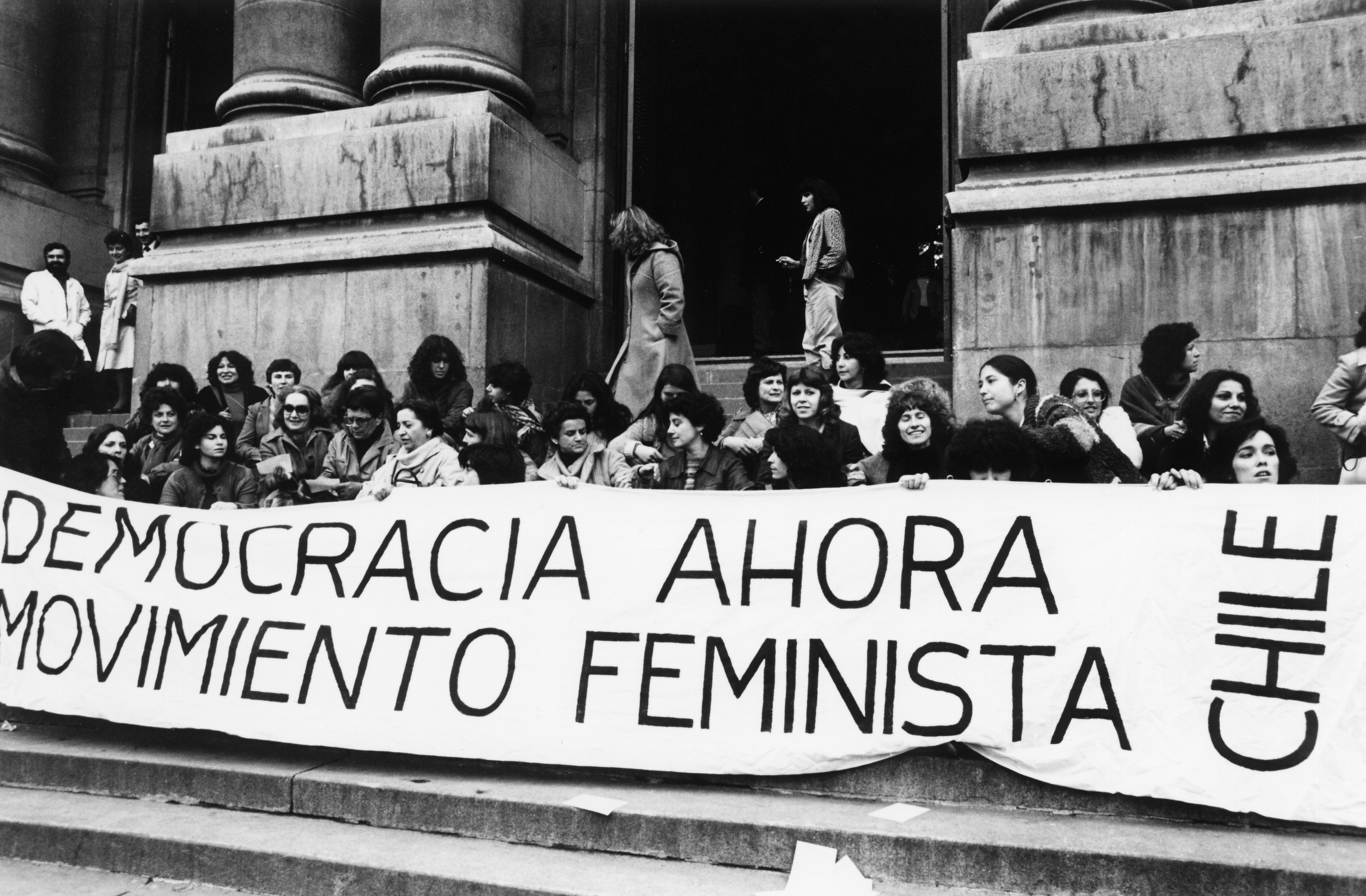
احتجاج لنسويات في تشيلي ضد نظام أوغستو بينوشيه

وُصِفت الفاشية بمواقف مشكوك فيها من النسوية من قبل ممارسيها ومن قبل الجماعات النسائية. كان مطلب أهلية الجميع للترشح للمناصب من سن 25 ومطلب توسيع حق الاقتراع ليشمل جميع المواطنين الإيطاليين الذين تبلغ أعمارهم 18 عامًا فما فوق بما في ذلك النساء من بين المطالب الأخرى المتعلقة بالإصلاح الاجتماعي التي قُدِمت في البيان الفاشي لعام 1919؛ رغم تحقق ذلك فقط في عام 1946، بعد سقوط الفاشية. كان هذا المطلب مدعومًا خصوصًا من قبل مجموعات مساعدة نسائية فاشية خاصة مثل «فاشي فيمينيلي» (بالإيطالية: fasci femminilli) ولم يتحقق إلا جزئيًا في عام 1925 تحت ضغط من شركاء التحالف الأكثر تحفظًا للزعيم الفاشي بينيتو موسوليني.
يجادل كبريان بلاميريس على أن للنسوية علاقة معقدة مع الحركة النازية على الرغم من أن النسويات كانوا من بين أولئك الذين عارضوا صعود أدولف هتلر للسلطة. ادعى النازيون الاعتراف بمساواة المرأة في العمل رغم تمجيدهم للمفاهيم التقليدية للمجتمع الأبوي ودوره بالنسبة للمرأة. ومع ذلك، أعلن أدولف هتلر وبينيتو موسوليني أنهما يعارضان النسوية. حصل تفكك سريع للحقوق السياسية والفرص الاقتصادية التي كافحت النسويات من أجلها في السابق خلال فترة الحرب وإلى حد ما خلال عشرينيات القرن الماضي بعد صعود النازية في ألمانيا عام 1933. كتب جورج دوبي وآخرون أن المجتمع الفاشي في الممارسة كان هرميًا وشدد على رجولة الذكور مع احتفاظ النساء بمركز تبعي إلى حد كبير. كما كتب كبريان بلاميريس أن الفاشية الجديدة منذ ستينيات القرن العشرين معادية للنسوية وتدعو إلى قبول النساء «لأدوارهن التقليدية».

### حركة الحقوق المدنية ومكافحة العنصرية
أثرت حركة الحقوق المدنية في الحركة النسوية والعكس بالعكس. قام العديد من النسويات الأمريكيات بتكييف لغة ونظريات نشاط المساواة بين السود ورسم أوجه تشابه بين حقوق المرأة وحقوق الأشخاص غير البيض. نشأت بعض التوترات خلال أواخر الستينيات والسبعينيات من القرن العشرين على الرغم من الروابط بين حركات الحقوق المدنية والنسوية، حيث جادلت النساء غير البيض بأن النسوية كانت في الغالب للبيض والمغايرين والطبقة الوسطى ولم تفهم ولم تكن معنية مع قضايا العرق والجنسانية. جادلت بعض النساء بالمثل بأن حركة الحقوق المدنية لديها عناصر متحيزة ضد المرأة والمثليات وبأنها لم تعالج بشكل كاف مخاوف نساء الأقليات. خلقت هذه الانتقادات نظريات اجتماعية نسوية جديدة حول سياسات الهوية وتقاطعات العنصرية والطبقية والتمييز على أساس الجنس. ولّد ذلك أيضًا حركات نسوية جديدة مثل النسوية السوداء والحركة النسوية للمرأة الأمريكية المكسيكية بالإضافة إلى تقديم مساهمات كبيرة للنسوية المثلية والتكامل الآخر للنظرية النقدية لأحرار الجنس من الملونين.

### النيوليبرالية
تعرضت النيوليبرالية لانتقادات من قبل النظرية النسوية لتأثيرها السلبي على القوى العاملة النسائية في جميع أنحاء العالم، وخاصة في جنوب الكرة الأرضية. تستمر الافتراضات والأهداف الذكورية في السيطرة على التفكير الاقتصادي والجيوسياسي. تكشف تجارب النساء في البلدان غير الصناعية غالبًا عن آثار ضارة لسياسات التحديث وتقوض المزاعم التقليدية بأن التنمية تفيد الجميع.
افترض أنصار النيوليبرالية أنه من خلال زيادة مشاركة المرأة في القوى العاملة سيكون هناك تقدم اقتصادي متزايد، لكن ذكرت الناقدات النسويات أن هذه المشاركة وحدها لا تزيد من المساواة في العلاقات بين الجنسين.  فشلت النيوليبرالية في معالجة مشاكل مهمة مثل تخفيض قيمة العمل للنساء والامتياز البنيوي للرجال والذكورة وتسييس تبعية المرأة في الأسرة ومكان العمل.  تشير عبارة «تأنيث العمالة» إلى توصيف مفاهيمي لظروف العمل المتدهورة ومنخفضة القيمة والتي هي أقل استحسانًا وذات مغزى وآمنة ومأمونة. لدى أرباب العمل في جنوب الكرة الأرضية تصورات حول عمل النساء، ويبحثون عن عمال يُنظر إليهم على أنهم غير مطالبين وعلى أنهم قابلون للانقياد ومستعدون لقبول الأجور المنخفضة. لعبت التركيبات الاجتماعية حول عمل النساء دورًا كبيرًا في هذا، إذ غالبًا ما يكرس أصحاب العمل على سبيل المثال الأفكار حول النساء باعتبارهن «عاملات ثانويات لتبرير معدلات أجورهن المنخفضة وعدم استحقاقهن للتدريب أو الترقية».

## التأثير المجتمعي
أثرت الحركة النسوية على التغيير في المجتمع الغربي: كحق المرأة في التصويت وزيادة فرص الحصول على التعليم وأجر أكثر مساواة مع الرجال والحق في بدء إجراءات الطلاق وحق المرأة في اتخاذ قرارات فردية بشأن الحمل (بما في ذلك الحصول على موانع الحمل والإجهاض) والحق في التملك.

### الحقوق المدنية

مشاركة الدول في اتفاقية القضاء على جميع أشكال التمييز ضد المرأة.
وقعت وصادقت
انضمت أو نجحت
دولة غير معترف بها، تلتزم بالمعاهدة
وقعت فقط
غير موقعة

قوبلت الحملة من أجل حقوق المرأة بنتائج متباينة منذ ستينات القرن العشرين فصاعدًا في الولايات المتحدة والمملكة المتحدة. وافقت البلدان الأخرى في الجماعة الاقتصادية الأوروبية على ضمان إلغاء القوانين التمييزية في جميع أنحاء المجتمع الأوروبي. ساعدت بعض الحملات النسوية أيضًا في إصلاح المواقف تجاه الاعتداء الجنسي على الأطفال. تمت الاستعاضة عن الرأي القائل بأن الفتيات يجعلن الرجال يمارسون الجنس معهم برأي مسؤولية الرجال عن سلوكهم كون الرجال هم البالغون.
بدأت المنظمة الوطنية في الولايات المتحدة للمرأة في عام 1966 بالسعي لتحقيق المساواة للمرأة من خلال تعديل الحقوق المتساوية الذي لم يُمَرَر بعد، على الرغم من أن بعض الولايات قد سنت قوانينها الخاصة. تركزت حقوق الإنجاب في الولايات المتحدة على قرار المحكمة العليا للولايات المتحدة في قضية رو ضد ويد الذي شرع الإجهاض وأعطى للمرأة حق الاختيار في ما إذا كانت ستواصل الحمل حتى نهايته. اكتسبت المرأة الغربية وسائل تحديد النسل أكثر موثوقية، مما أتاح تنظيم الأسرة والمهن. بدأت الحركة في عام 1910 في الولايات المتحدة تحت قيادة مارغريت سانغر وفي أماكن أخرى تحت قيادة ماري ستوبس. عرفت النساء الغربيات حرية جديدة في العقود الثلاثة الأخيرة من القرن العشرين من خلال تحديد النسل، مما مكّن النساء من التخطيط لحياتهن البالغة، ومما أفسح المجال لكل من الحياة المهنية والأسرة.
تأثر تقسيم العمل داخل الأسر بالدخول المتزايد من النساء في أماكن العمل في القرن العشرين. وجد عالم الاجتماع آرلي راسل هوكسشيلد أن الرجال والنساء في المتوسط يقضون وقتًا متساويًا في حالة عمل الزوجين في وظيفتين، لكن النساء ما زلن يقضين وقتًا أطول في الأعمال المنزلية،
على الرغم من أن كاثي يونغ ردت بأن المرأة قد تمنع مشاركة الرجل لها على قدم المساواة في الأعمال المنزلية وتربية الأطفال. كتبت جوديث ك. براون: «من المرجح أن تقدم النساء مساهمة كبيرة عندما يكون للأنشطة المعيشية الخصائص التالية: لا يُلزم المشارك بأن يكون بعيدًا عن المنزل؛ المهام رتيبة نسبيًا ولا تتطلب تركيزًا سريعًا ويكون العمل غير خطير، ويمكن إجراؤه على الرغم من الانقطاعات، ويمكن استئنافه بسهولة بمجرد مقاطعته».
تعتبر اتفاقية القضاء على جميع أشكال التمييز ضد المرأة اتفاقية دولية في القانون الدولي اعتمدتها الجمعية العامة للأمم المتحدة. وُصفت الاتفاقية بأنها وثيقة حقوق دولية لحقوق المرأة ودخلت حيز التنفيذ في الدول التي صادقت عليها.

### الفقه القانوني
الفقه القانوني النسوي هو فرع من فروع فقه القضاء الذي يبحث في العلاقة بين المرأة والقانون. يتناول هذا أسئلة حول تاريخ التحيزات القانونية والاجتماعية ضد المرأة وحول تعزيز حقوقها القانونية.
يشير الفقه القانوني النسوي إلى رد فعل على النهج الفلسفي للقانون لعلماء القانون المعاصرين الذين ينظرون إلى القانون عادة على أنه عملية لتفسير وإدامة المُثُل العالمية المحايدة تجاه النوع الاجتماعي في المجتمع. تدعي عالمات القانون النسويات أن هذا لا يعترف بقيم المرأة أو المصالح القانونية أو الأضرار التي تتعرض لها أو من المتوقع أن تتعرض لها.

### اللغة
يجادل أنصار اللغة المحايدة جنسياً بأن استخدام لغة خاصة بالنوع الاجتماعي غالبًا ما يعني تفوق الذكور أو يعكس حالة غير متكافئة في المجتمع. ضمائر المذكر العامة والمسميات الوظيفية الخاصة بنوع الجنس هي أمثلة «حيث اعتبر العرف اللغوي الإنجليزي الرجال تاريخيًا على أنهم نموذج أولي للجنس البشري» وفقًا لكتيب اللسانيات الإنجليزية.
اختار قاموس ميريام-وبستر «النسوية» كلمة العام لعام 2017 مشيرا إلى أن «كلمة العام هي مقياس كمي للاهتمام بكلمة معينة».

### علم اللاهوت

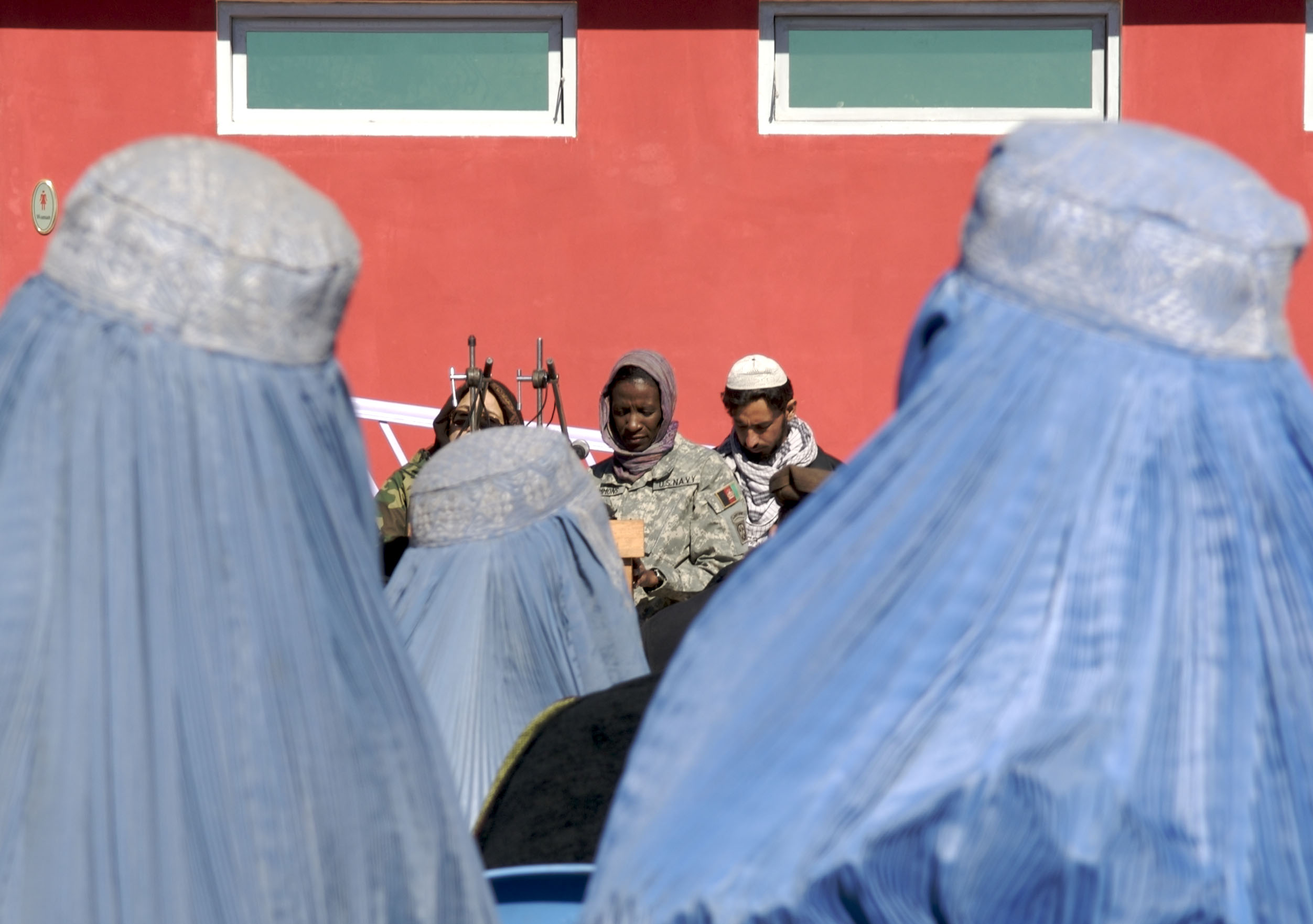
تحدث المقدم أدريان سيمونز في حفل عام 2008 لمسجد النساء الوحيد في مدينة خوست، وهو رمز لتقدم حقوق المرأة المتزايد لدى البشتون.

يعتبر اللاهوت النسوي حركة تعيد النظر في التقاليد والممارسات والنصوص المقدسة وعلم اللاهوت للأديان من منظور نسوي. تتضمن بعض أهداف اللاهوت النسوي زيادة دور المرأة بين رجال الدين والسلطات الدينية وإعادة تفسير الصورة التي يهيمن عليها الذكور واللغة عن الله وتحديد مكانة المرأة فيما يتعلق بالوظيفة والأمومة ودراسة صور المرأة في نصوص الدين المقدسة.
تعتبر النسوية المسيحية فرعا من فروع اللاهوت النسوي الذي يسعى إلى تفسير وفهم المسيحية في ضوء المساواة بين المرأة والرجل، باعتبار أن هذا التفسير ضروري للفهم الكامل للمسيحية. لا توجد مجموعة قياسية من المعتقدات بين النسويات المسيحيات، لكن يتفق معظمهن على أن الله لا يميز على أساس الجنس ويتشاركن في قضايا مثل ترسيم المرأة في رتب دينية وهيمنة الذكور وتوازن الأبوة والأمومة في الزواج المسيحي وادعاءات القصور الأخلاقي والدونية للمرأة مقارنة بالرجل والمعاملة الشاملة للمرأة في الكنيسة.
تدافع النسويات الإسلاميات عن حقوق المرأة والمساواة بين الجنسين والعدالة الاجتماعية المتجذرة في إطار إسلامي. يسعى المدافعون إلى تسليط الضوء على تعاليم المساواة المتجذرة في القرآن وتشجيع التشكيك في التفسير الأبوي للتعاليم الإسلامية من خلال القرآن والحديث النبوي (أقوال محمد) والشريعة الإسلامية (القانون) من أجل خلق مجتمع أكثر مساواة وعدالة. استخدم رواد الحركة على الرغم من جذورها في الإسلام أيضًا الخطاب العلماني والخطاب النسوي الغربي واعترفوا بدور النسوية الإسلامية كجزء من حركة نسوية عالمية متكاملة.
تعتبر النسوية البوذية حركة تسعى إلى تحسين الأوضاع الدينية والقانونية والاجتماعية للمرأة في البوذية. وهي جانب من جوانب اللاهوت النسوي الذي يسعى إلى تعزيز وفهم المساواة بين الرجال والنساء أخلاقياً واجتماعياً وروحياً والمساواة في القيادة من منظور بوذي. تصف النسوية البوذية ريتا غروس الحركة النسوية البوذية بأنها «الممارسة الراديكالية للإنسانية المشتركة بي النساء والرجال».
تعتبر النسوية اليهودية حركة تسعى إلى تحسين الأوضاع الدينية والقانونية والاجتماعية للمرأة في اليهودية وفتح فرص جديدة للتجربة الدينية والقيادية للمرأة اليهودية. كانت القضايا الرئيسية للنسويات اليهودية في وقت مبكر من هذه الحركات استبعاد النساء من مجموعة الصلاة الخاصة بالرجال فقط والمعروفة باسم منيان والإعفاء من الأوامر الدينية المحددة زمنيا والمعروفة باسم ميتزفة وعدم قدرة المرأة على أن تكون شاهدة في الزواج أو طلب الطلاق. أصبحت العديد من النساء اليهوديات قائدات للحركات النسوية عبر تاريخها.
يعتبر محور تقليد ويكا دايانية لاهوتا نسويا (بالإنجليزية: thealogy).
شاركت النسويات العلمانيات والملحدات في النقد النسوي للدين بحجة أن العديد من الأديان لديها قواعد قمعية تجاه النساء ومواضيع وأحكام معادية للمرأة في النصوص الدينية.

### النظام الأبوي

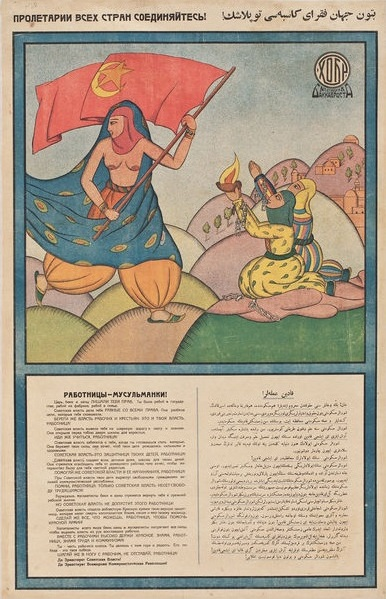
«أيتها النساء المسلمات - لقت سلب كل من القيصر والبايات والخانات حقوقكن» - ملصق سوفيتي صادر في أذربيجان عام 1921

النظام الأبوي هو نظام اجتماعي يُنَظَم فيه المجتمع حول شخصيات السلطة الذكورية. للآباء سلطة على النساء والأطفال والممتلكات في هذا النظام. وهو نظام ينطوي على مؤسسات حكم وامتياز الذكور ويعتمد على تبعية الإناث. تصف معظم أشكال النسوية النظام الأبوي بأنه نظام اجتماعي غير عادل يقوم على قمع المرأة. تجادل كارول بايتمان بأن التمييز الأبوي «بين الذكورة والأنوثة هو الاختلاف السياسي بين الحرية والخضوع». غالبًا ما يشمل مفهوم النظام الأبوي في النظرية النسوية جميع الآليات الاجتماعية التي تعيد إنتاج الهيمنة الذكورية على النساء وتمارسها. تصف النظرية النسوية النظام الأبوي عادةً بأنه بناء اجتماعي يمكن التغلب عليه من خلال الكشف عن مظاهره وتحليلها بشكل نقدي. اقترحت بعض النسويات الراديكاليات أن الانفصالية هي الحل الوحيد القابل للتطبيق نظرًا لأن النظام الأبوي متجذر بعمق في المجتمع. انتقدت نسويات أخريات هذه الآراء باعتبارها مناهضة للرجال.

### الرجال والرجولة
استكشفت النظرية النسوية البناء الاجتماعي للرجولة وآثاره على هدف المساواة بين الجنسين. تنظر النسوية إلى البنية الاجتماعية للذكورة على أنها إشكالية لأنها تربط الذكور بالعدوانية والمنافسة وتعزز العلاقات الأبوية وغير المتكافئة بين الجنسين. ٱنتقدت الثقافات الأبوية بسبب «تقييد أشكال الذكورة» المتاحة للرجال وبالتالي تضييق خيارات حياتهم. تنخرط بعض النسويات في نشاط الرجال بقضاياهم، مثل لفت الانتباه إلى اغتصاب الذكور وضرب الزوج ومعالجة التوقعات الاجتماعية السلبية للرجال.
تُشَجع مشاركة الرجال في النسوية عمومًا من قبل النسويات وينظر إليها على أنها إستراتيجية مهمة لتحقيق الالتزام المجتمعي الكامل بالمساواة بين الجنسين. ينشط العديد من النسويين الذكور والمؤيدين للنسوية في النشاط سواء في مجال حقوق المرأة أو في النظرية النسوية
أو في دراسات الرجولة. يجادل البعض مع ذلك بأنه في حين أن مشاركة الذكور مع النسوية ضرورية إلا أنها إشكالية بسبب التأثيرات الاجتماعية المتأصلة للنظام الأبوي في العلاقات بين الجنسين. الإجماع اليوم في نظريات النسوية والرجولة هو أن الرجال والنساء يجب أن يتعاونوا لتحقيق الأهداف الكبرى للنسوية. وٱقترح أنه يمكن إلى حد كبير تحقيق ذلك من خلال اعتبارات وكالة المرأة.

## الاستجابة والتفاعلات
استجابت مجموعات مختلفة من الناس للنسوية وكان الرجال والنساء من بين مؤيديها ومنتقديها. يعتبر دعم الأفكار النسوية أكثر شيوعًا من التعريف الذاتي للشخص كنسوي لكل من الرجال والنساء بين طلاب الجامعات الأمريكية. تميل وسائل الإعلام الأمريكية إلى تصوير النسوية بشكل سلبي، كما أن النسويات «أقل ارتباطًا بالعمل اليومي/الأنشطة الترفيهية للنساء العاديات». ولكن أظهرت الأبحاث الحديثة أن تعريف الأشخاص الذاتي بالنسوية يزداد عندما يتعرفون على أشخاص يعرفون أنفسهم كنسويين ويتناقشون في نقاشات متعلقة بأشكال مختلفة من النسوية.

### تأييد النسوية
تأييد النسوية هو دعم النسوية دون شرط أن يكون الداعم عضوا في الحركة النسوية. غالبًا ما يُسْتَخدَم المصطلح للإشارة إلى الرجال الذين يدعمون بنشاط النسوية. تشمل أنشطة مجموعات الرجال المؤيدين للنسوية العمل المناهض للعنف مع الفتيان والشبان في المدارس وتقديم ورش عمل حول التحرش الجنسي في أماكن العمل وإدارة حملات توعية مجتمعية وتقديم المشورة لمرتكبي العنف من الذكور. قد يشارك الرجال المؤيدون للنسوية أيضًا في صحة الرجال والنشاط ضد المواد الإباحية بما في ذلك تشريعات مناهضة المواد الإباحية وفي دراسات الرجال وتطوير مناهج المساواة بين الجنسين في المدارس. يُنَظَم هذا العمل أحيانًا بالتعاون مع النسويات والخدمات النسائية مثل مراكز أزمات العنف المنزلي والاغتصاب.

### معاداة ونقد النسوية
مناهضة النسوية هي معارضة النسوية في بعض أو في كل أشكالها.
كانت مناهضة النسوية في القرن التاسع عشر تركز بشكل أساسي على معارضة حق المرأة في التصويت. جادل معارضو دخول المرأة في مؤسسات التعليم العالي في وقت لاحق بأن التعليم يمثل عبئًا جسديًا كبيرًا على النساء. عارض مناهضون آخرون للنسوية دخول المرأة إلى القوى العاملة أو حقها في الانضمام إلى النقابات أو الجلوس في هيئة المحلفين أو الحصول على وسائل منع الحمل والتحكم في حياتها الجنسية.
عارض بعض الناس النسوية على أساس أنهم يعتقدون أنها تتعارض مع القيم التقليدية أو المعتقدات الدينية. يجادل المناهضون للنسوية على سبيل المثال بأن القبول الاجتماعي للطلاق والنساء غير المتزوجات أمر خاطئ وضار وأن الرجال والنساء مختلفون اختلافًا جوهريًا، وبالتالي يجب الحفاظ على أدوارهم التقليدية المختلفة في المجتمع. يعارض مناهضون آخرون للنسوية دخول المرأة إلى القوى العاملة والمناصب السياسية وعملية التصويت فضلاً عن تقليل سلطة الرجل في الأسرة.
تعارض بعض الكاتبات بعض أشكال الحركة النسوية على الرغم من التعريف عن أنفسهن بكونهن نسويات مثل كاميل باغيلا وكريستينا هوف سومرز وجان بيثك إلشتين وإليزابيث فوكس-جينوفيز وليزا لوسيل أوينز ودافني باتاي. تجادل الكاتبات على سبيل المثال بأن الحركة النسوية غالبًا ما تشجع على الكراهية ورفع مصالح النساء فوق الرجال، وينتقدون المواقف النسوية الراديكالية باعتبارها ضارة لكل من الرجال والنساء. تجادل دافني باتاي ونوريتا كويرتغي بأن مصطلح «مناهضة النسوية» يستخدم لإسكات النقاش الأكاديمي حول النسوية. تجادل ليزا لوسيل أوينز بأن بعض الحقوق الممنوحة حصريًا للنساء هي أبوية لأنها تعفي المرأة من ممارسة جانب حاسم من وكالتها الأخلاقية.

### الإنسانية العلمانية
الإنسانية العلمانية هي إطار أخلاقي يحاول الاستغناء عن أي عقيدة غير منطقية وعلوم زائفة وخرافات. يتساءل منتقدو النسوية أحيانًا «لماذا النسوية وليس الإنسانية؟» يجادل بعض الإنسانيين مع ذلك بأن أهداف النسويات والإنسانيين تتداخل إلى حد كبير وبأن التمييز موجود فقط في الحافز. على سبيل المثال، قد ينظر الإنساني إلى الإجهاض من حيث الإطار الأخلاقي النفعي بدلاً من النظر في دافع أي امرأة معينة لإجراء الإجهاض. لذلك يمكن للشخص أن يكون إنسانيًا دون أن يكون نسويًا، لكن هذا لا يمنع وجود النسوية الإنسانية. لعبت الإنسانية دورًا مهمًا في الحركة النسوية خلال عصر النهضة، حيث جعل الإنسانيون النساء المتعلمات شخصيات شعبية على الرغم من تحدي هذا للنظام الأبوي للمجتمع.

### باللغة العربية
- الهيثم زعفان. ظهور الحركات النسوية في العالم العربي... ومشروع تحرير المرأة. 2015.
- حفناوي بعلي. موسوعة النقد النسوي المعاصر - الحركة النقدية النسوية في الشام والجزيرة والخليج نحو خارطة نقدية نسوية مستقبلية. 2020.
- رشا ناصر العلي. الأبعاد الثقافية للسرديات النسوية المعاصرة في الوطن العربي. 2014.
- لينا جزراوي. صورة الفلسفة النسوية في الفكر العربي المعاصر. 2019.
- الرواية النسوية العربية ؛ المرأة في عالم متغير. 2018.
- نهال مهيدات. الآخر في الرواية النسوية العربية في خطاب المرأة والجسد والثقافة. 2008.
- لبابة حمدان محمد حسن. المقدس والمدنس في الرواية النسوية العربية. 2011.
- سليم النجار. قراءات في الرواية النسوية العربية .2014.
- مجموعة من الباحثات والناشطات.	النسوية العربية ؛ رؤية نقدية. 2015.
- مجموعة من المؤلفين. الحركة النسوية. 1970.
- مية الرحبي. النسوية ... مفاهيم وقضايا. 2017.
- أمل الخريف. مفهوم النسوية دراسة نقدية في ضوء الإسلام. 2019.
- مارجو بدران. رائدات الحركة النسوية المصرية والإسلام والوطن . 2019.
- سوسن الشريف.	الحركة النسوية الإسلامية في مصر وعلاقتها بالآراء الفقهية «رؤية تحليلية نقدية». 2015.
- رجاء بن سلامة. بنيان الفحولة. 2005.
- نوال السعداوي. 
امرأة عند نقطة الصفر. 1975.
- رندة أبوبكر. النسوية والدراسات الدينية. 2012.
- هدى الصدة. من رائدات القرن العشرين: شخصيات وقضايا. 2001.
- مجموعة من الباحثات والناشطات. سلسلة ترجمات نسوية. 2010-2016.
- أميمة أبو بكر وشيرين شكري. المرأة والجندر: إلغاء التمييز الثقافي والاجتماعي بين الجنسين. 2002.
- ميسون الدبوبي. الفكر النسوي الإسلامي في العالم العربي المعاصر بين التراث والحداثة. 2020.
- عواطف زراري. الخطاب النسوي في السينما الروائية العربية ؛ المرأة العربية من إرهاصات التغيير إلى سينما المرأة. 2017.

### باللغة الإنجليزية
- Assiter، Alison (1989). Pornography, Feminism, and the Individual. London Winchester, Mass: Pluto Press. ISBN:978-0-7453-0319-2.
- DuBois، Ellen Carol (1997). Harriot Stanton Blatch and the winning of woman suffrage. New Haven, Conn.: Yale University Press. ISBN:978-0-300-06562-6. مؤرشف من الأصل في 2022-06-11. اطلع عليه بتاريخ 2022-07-02.
- Flexner، Eleanor (1996). Century of struggle : the woman's rights movement in the United States. The Belknap Press. ISBN:978-0-674-10653-6. مؤرشف من الأصل في 2022-06-10. اطلع عليه بتاريخ 2022-07-02.
- Friedan، Betty (1997). The Feminine Mystique. New York: Norton. ISBN:978-0-393-04049-4. مؤرشف من الأصل في 2022-03-20.
- Goodman، Robin Truth (2010). Feminist Theory in Pursuit of the Public: Women and the 'Re-Privatization' of Labor. New York: Palgrave Macmillan.
- Hemmings، Clare (سبتمبر 2016). "Is Gender Studies Singular? Stories of Queer/Feminist Difference and Displacement". الاختلافات. ج. 27 ع. 2: 79–102. DOI:10.1215/10407391-3621721. مؤرشف من الأصل في 2022-10-27.
- Hewlett، Sylvia Ann (1986). A lesser life : the myth of women's liberation in America (ط. First). New York: W. Morrow and Co. ISBN:0-688-04855-2. مؤرشف من الأصل في 2020-11-28. اطلع عليه بتاريخ 2022-07-02.
- Holt، Douglas؛ Cameron، Douglas (2010). Cultural strategy : using innovative ideologies to build breakthrough brands. Oxford University Press. ISBN:978-0-19-958740-7. مؤرشف من الأصل في 2022-06-11. اطلع عليه بتاريخ 2022-07-02.
- Lyndon، Neil (1993). No More Sex Wars: The Failures of Feminism. London: Mandarin. ISBN:0-7493-1565-2.
- Mathur، Piyush (1998). "The archigenderic territories: Mansfield park and a handful of dust". Women's Writing. ج. 5 ع. 1: 71–81. DOI:10.1080/09699089800200034.
- McElroy، Wendy (2008). "Feminism and Women's Rights". في Hamowy، Ronald (المحرر). The Encyclopedia of Libertarianism. Thousand Oaks, CA: SAGE Publications؛ معهد كاتو. ص. 173–76. DOI:10.4135/9781412965811.n106. ISBN:978-1-4129-6580-4. LCCN:2008009151. OCLC:750831024.
- Mitchell, Brian (1998). Women in the Military: Flirting with Disaster. Washington, D.C.: Regnery Publishing. xvii, 390 p. (ردمك 0-89526-376-9).
- Orleck، Annelise (2015). Rethinking American Women's Activism. New York: Routledge. ISBN:978-0-203-06991-2.
- Pollock، Griselda (سبتمبر 2016). "Is feminism a trauma, a bad memory, or a virtual future?". الاختلافات. ج. 27 ع. 2: 27–61. DOI:10.1215/10407391-3621697.
- Pulkkinen، Tuija (سبتمبر 2016). "Feelings of Injustice: The Institutionalization of Gender Studies and the Pluralization of Feminism". differences: A Journal of Feminist Cultural Studies. ج. 27 ع. 2: 103–124. DOI:10.1215/10407391-3621733.
- Richards، Janet Radcliffe (2013). The Sceptical Feminist: A Philosophical Enquiry. London: Routledge. ISBN:978-0-415-63706-0.
- Schroder، Iris؛ Schuler، Anja (Spring 2004). "'In Labor Alone is Happiness': Women's Work, Social Work, and Feminist Reform Endeavors in Wilhelmine Germany – A Transatlantic Perspective". مجلة تاريخ المرأة. ج. 16 ع. 1: 127–147. DOI:10.1353/jowh.2004.0036. S2CID:144519514.
- Schroder، Iris؛ Schuler، Anja (سبتمبر 2016). "Is feminism a trauma, a bad memory, or a virtual future?". differences: A Journal of Feminist Cultural Studies. ج. 27 ع. 2: 27–61. DOI:10.1215/10407391-3621697.
- Scott، Linda (2020). The Double X Economy: The Epic Potential of Empowering Women. Faber and Faber. ISBN:978-0-571-35360-6.
- Stansell، Christine (2010). The Feminist Promise: 1792 to the Present. ISBN:978-0-679-64314-2.
- Steichen، Donna (1991). Ungodly rage : the hidden face of Catholic feminism. San Francisco, Calif.: Ignatius Press. ISBN:0-89870-348-4. مؤرشف من الأصل في 2022-03-10. اطلع عليه بتاريخ 2022-07-02.
- Stevens، Doris (1995). O'Hare، Carol (المحرر). Jailed for Freedom: American Women Win the Vote. Troutdale, OR: NewSage Press. ISBN:978-0-939165-25-4. مؤرشف من الأصل في 2022-04-13.
- Tong، Rosemarie (2013). Feminist Thought: A More Comprehensive Introduction. Westview Press. ISBN:978-0-8133-4841-4. مؤرشف من الأصل في 2022-10-27.
- Wheeler، Marjorie W. (1995). One Woman, One Vote: Rediscovering the Woman Suffrage Movement. Troutdale, OR: NewSage Press. ISBN:978-0-939165-26-1. مؤرشف من الأصل في 2022-04-28.
- Laurence (نوفمبر 2011). "Issue: Feminism, women's movements and women in movement". Interface: A Journal for and About Social Movements. ج. 3 ع. 2. ISSN:2009-2431. مؤرشف من الأصل في 2022-11-03. Posted 13 December 2011. Pdf.
- Feminist.com
- Psychology's Feminist Voices
- Topics in Feminism, at the موسوعة ستانفورد للفلسفة

## وصلات خارجية
- استطلاع: ربع سكان العالم يعتقدون ان المرأة مكانها المنزل، مصراوي نقلا عن رويترز، 8 مارس 2010